# 5. Januar
Der 5. Januar (auch 5. Jänner) ist der 5. Tag des gregorianischen Kalenders, somit bleiben 360 Tage (in Schaltjahren 361 Tage) bis zum Jahresende.

## Ereignisse

### Politik und Weltgeschehen
- 1355: Im Vertrag von Paris stimmt König Johann II. von Frankreich Besitzarrondierungen zu Gunsten Savoyens zu.

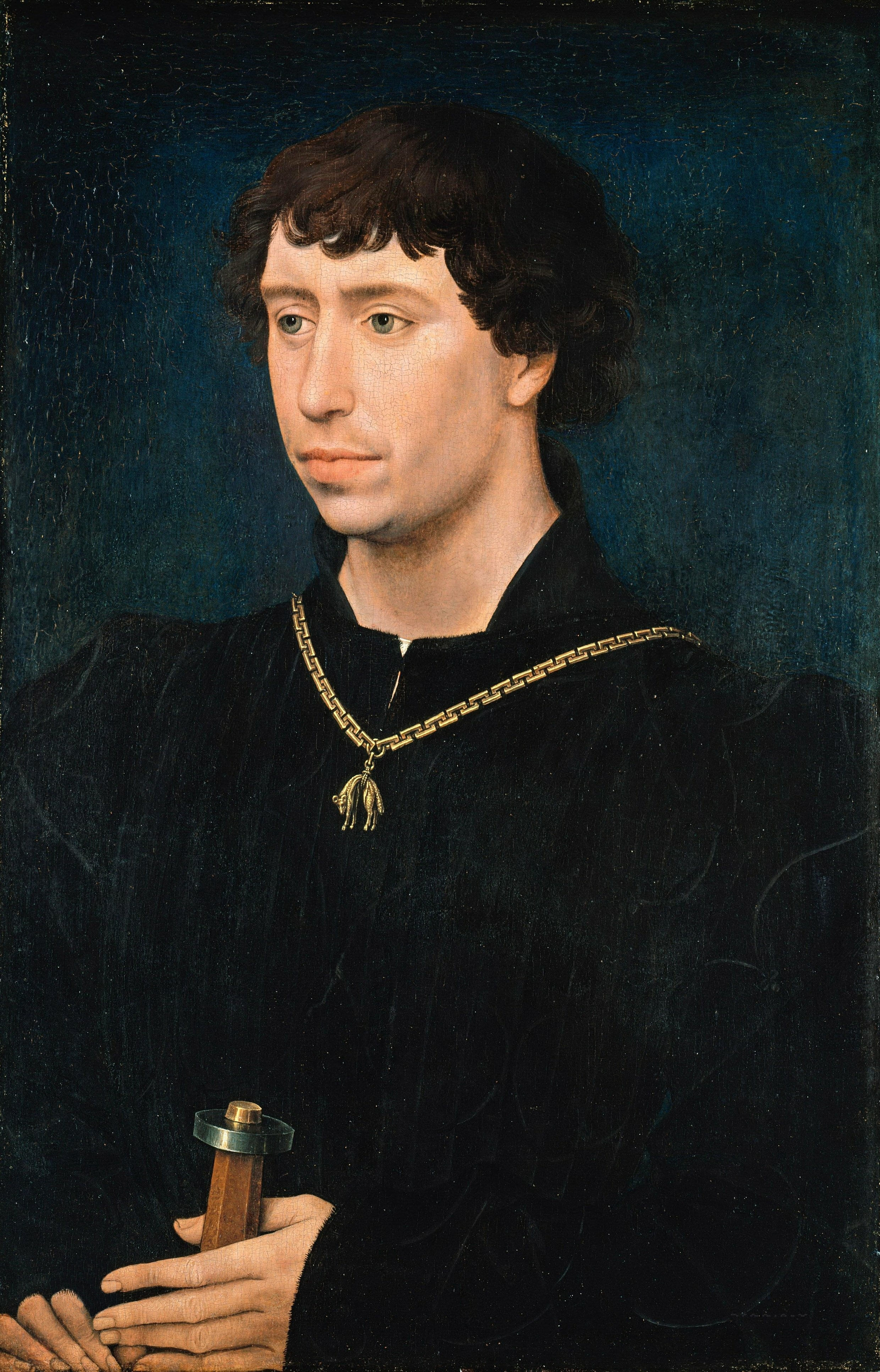
1477: Karl der Kühne

- 1477: Karl der Kühne von Burgund fällt in der Schlacht bei Nancy, der entscheidenden Schlacht der Burgunderkriege, gegen Herzog Réné von Lothringen und die Eidgenossen. Seine burgundischen Lande werden 1482 im Frieden von Arras zwischen Frankreich und Habsburg geteilt.
- 1757: Robert François Damiens begeht mit einem Messer ein Attentat auf Frankreichs König Ludwig XV., der dabei leicht verletzt wird. Der Attentäter wird festgenommen und einige Wochen später am 28. März hingerichtet.
- 1762: Nach dem Tod von Zarin Elisabeth wird Peter III. neuer Herrscher in Russland. Die ursprüngliche Dynastie des Hauses Romanow stirbt mit ihr aus.
- 1806: Der bisherige Kurfürst wird als Maximilian I. Joseph in Bamberg zum bayerischen König proklamiert.
- 1809: Großbritannien, vertreten durch den Gesandten Robert Adair, und das Osmanische Reich schließen einen Vertrag über die Durchfahrt durch die Dardanellen ab. Das Abkommen, wonach kein nichtosmanisches Kriegsschiff die Meerenge befahren darf, bildet die Grundlage für den 1841 abgeschlossenen Meerengenvertrag.

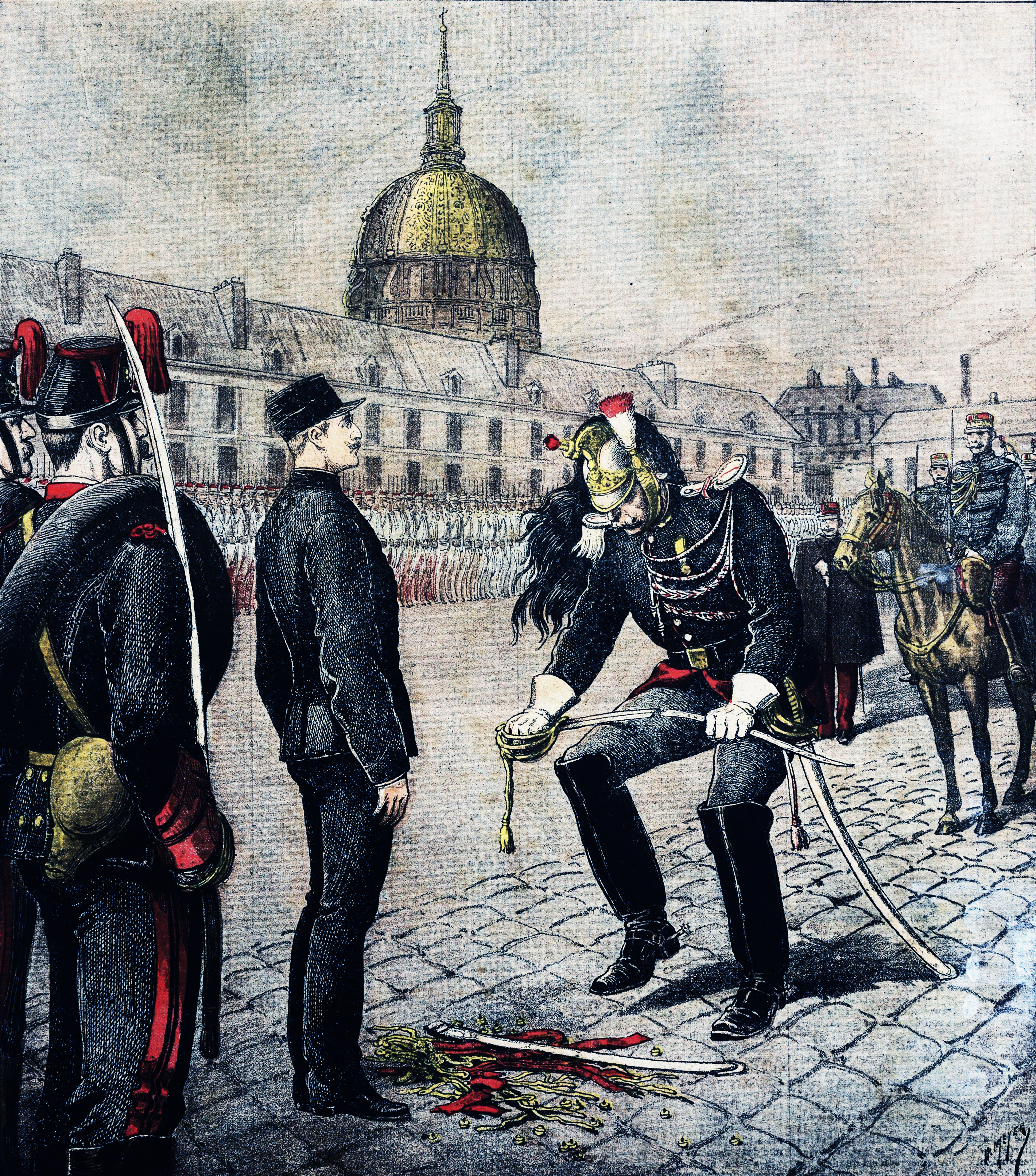
1895: Degradierung von Alfred Dreyfus

- 1895: In Frankreich wird der von einem Kriegsgericht wegen Landesverrats verurteilte Offizier Alfred Dreyfus vor seiner Deportation militärisch degradiert.
- 1919: Anton Drexler gründet mit ein paar Gleichgesinnten im Café Gasteig in München die Deutsche Arbeiterpartei (DAP), aus der später die NSDAP hervorgehen wird.
- 1919: Nachdem am Vortag Revolutionäre Obleute wegen der Entlassung des Berliner Polizeipräsidenten Emil Eichhorn zum Sturz der Regierung Ebert aufgerufen haben, findet in Berlin eine Massendemonstration von einer halben Million Menschen statt. Daraus entwickelt sich der Spartakusaufstand, als Demonstranten spontan mehrere Zeitungsgebäude besetzen.
- 1925: Die Polnische Post lässt in exzessiver Auslegung einer Vereinbarung über die Postversorgung im Danziger Hafen in der gesamten Freien Stadt Danzig eigene Briefkästen aufstellen.

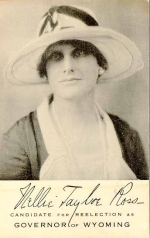
1925: Nellie Tayloe Ross

- 1925: Nellie Tayloe Ross tritt ihr Amt als Gouverneurin von Wyoming an; sie ist damit die erste Frau in diesem Amt in den Vereinigten Staaten.
- 1938: Im Gesetz über die Änderung von Familiennamen und Vornamen bestimmen die Nationalsozialisten, dass jüdische Männer zusätzlich den Namen Israel, jüdische Frauen den Namen Sara führen müssen. Einzelheiten regelt später die Namensänderungsverordnung am 17. August.
- 1957: US-Präsident Dwight D. Eisenhower verkündet eine Schutzgarantie der USA für Nahost-Staaten, die Eisenhower-Doktrin.
- 1959: Die deutsche Bundesregierung lehnt den sowjetischen Vorschlag, eine Freie Stadt West-Berlin zu bilden, die DDR anzuerkennen und mit ihr eine Konföderation einzugehen, ab.

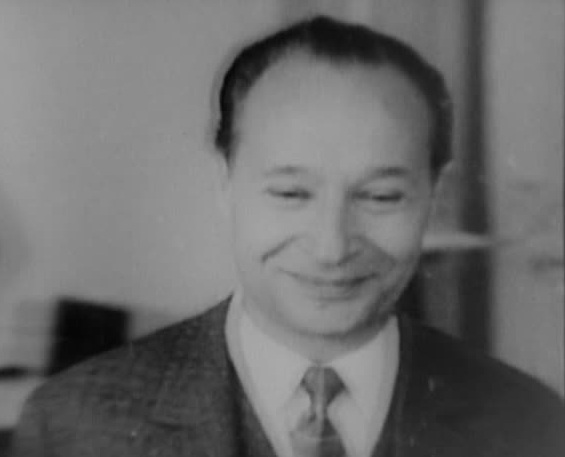
1968: Alexander Dubček

- 1968: In der Tschechoslowakei löst der Reformpolitiker Alexander Dubček den Stalinisten Antonín Novotný als Erster Sekretär der Kommunistischen Partei ab. Damit beginnt der Prager Frühling.
- 1981: Im Iran-Irak-Krieg kommt es zur ersten Gegenoffensive des Iran. In der Panzerschlacht von Susangerd werden dabei 50 irakische und 140 von rund 400 angreifenden iranischen Panzern vernichtet.
- 1984: Die Süddeutsche Zeitung berichtet von der überraschenden Pensionierung des NATO-Generals Günter Kießling durch Bundesverteidigungsminister Manfred Wörner. Weitere Recherchen von Journalisten fördern die Kießling-Affäre ans Tageslicht. Der homosexuellen Verhaltens verdächtigte General wird später vollständig rehabilitiert.
- 1985: Nach Bekanntwerden der Umsiedlung von rund 8000 äthiopischen Juden aus dem Sudan nach Israel wird die Operation Moses beendet.

### Wirtschaft

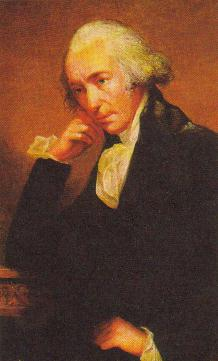
1769: James Watt

- 1769: James Watt reicht den Patentantrag für seine Dampfmaschine ein.
- 1813: Dänemark erklärt seinen Staatsbankrott.
- 1856: Der ägyptische Vizekönig Muhammad Said erteilt Ferdinand de Lesseps mit der zweiten, detaillierten Konzession die Genehmigung für den Bau und Betrieb des Suezkanals und zur Gründung der dafür vorgesehenen Aktiengesellschaft.
- 1914: Auf einer Pressekonferenz kündigt Henry Ford die Einführung des Achtstundentags in seinem Unternehmen zum 12. Januar 1914 und einen Mindestlohn von fünf US-Dollar pro Tag an.
- 1947: Der südkoreanische Mischkonzern LG Group wird gegründet.

### Wissenschaft und Technik
- 1665: In Paris erscheint das Journal des sçavans, die erste wissenschaftliche Fachzeitschrift.

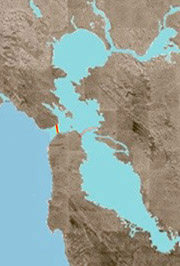
1933: Die Bucht von San Francisco und die Lage der Golden Gate Bridge

- 1933: Der Bau der Golden Gate Bridge über die Bucht von San Francisco beginnt unter Ingenieur Joseph B. Strauss. Der Bau der Hängebrücke, die San Francisco über das Golden Gate mit dem Marin County verbindet, dauert über vier Jahre.
- 1964: Das für die Royal Air Force entwickelte Transportflugzeug Short Belfast startet zu seinem Erstflug.
- 1969: Der letzte Zug über die britische Waverley Line verlässt den Bahnhof Edinburgh Waverley, die Einstellung der Bahnstrecke ist eine der letzten großen Stilllegungen im Zuge der Beeching-Axt.
- 2003: Der Transit des Saturn durch den Krebsnebel ermöglicht das Röntgen der Gashülle des Saturnmondes Titan.

### Kultur

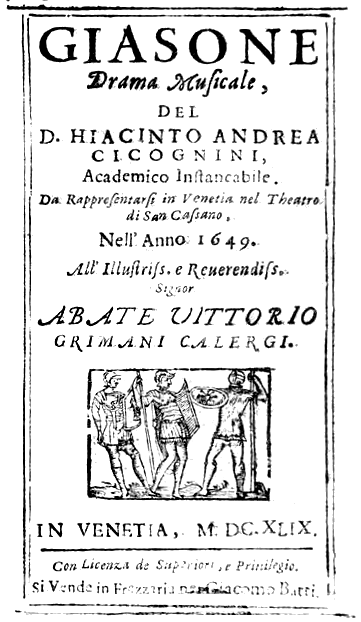
1649: Titelblatt des Librettos von Giasone

- 1649: Die Uraufführung des musikalischen Dramas Giasone von Francesco Cavalli erfolgt am Teatro San Cassiano in Venedig. Das Libretto stammt von Giacinto Andrea Cicognini.
- 1845: In Dresden erfolgt die Uraufführung der Oper Kaiser Adolph von Nassau von Heinrich Marschner.
- 1861: Am Théâtre des Bouffes-Parisiens in Paris wird die Operette Le Chanson de Fortunio von Jacques Offenbach mit dem Libretto von Ludovic Halévy uraufgeführt. Das kurze Stück hat einen derartigen Erfolg, dass das Publikum eine vollständige Wiederholung erzwingt.

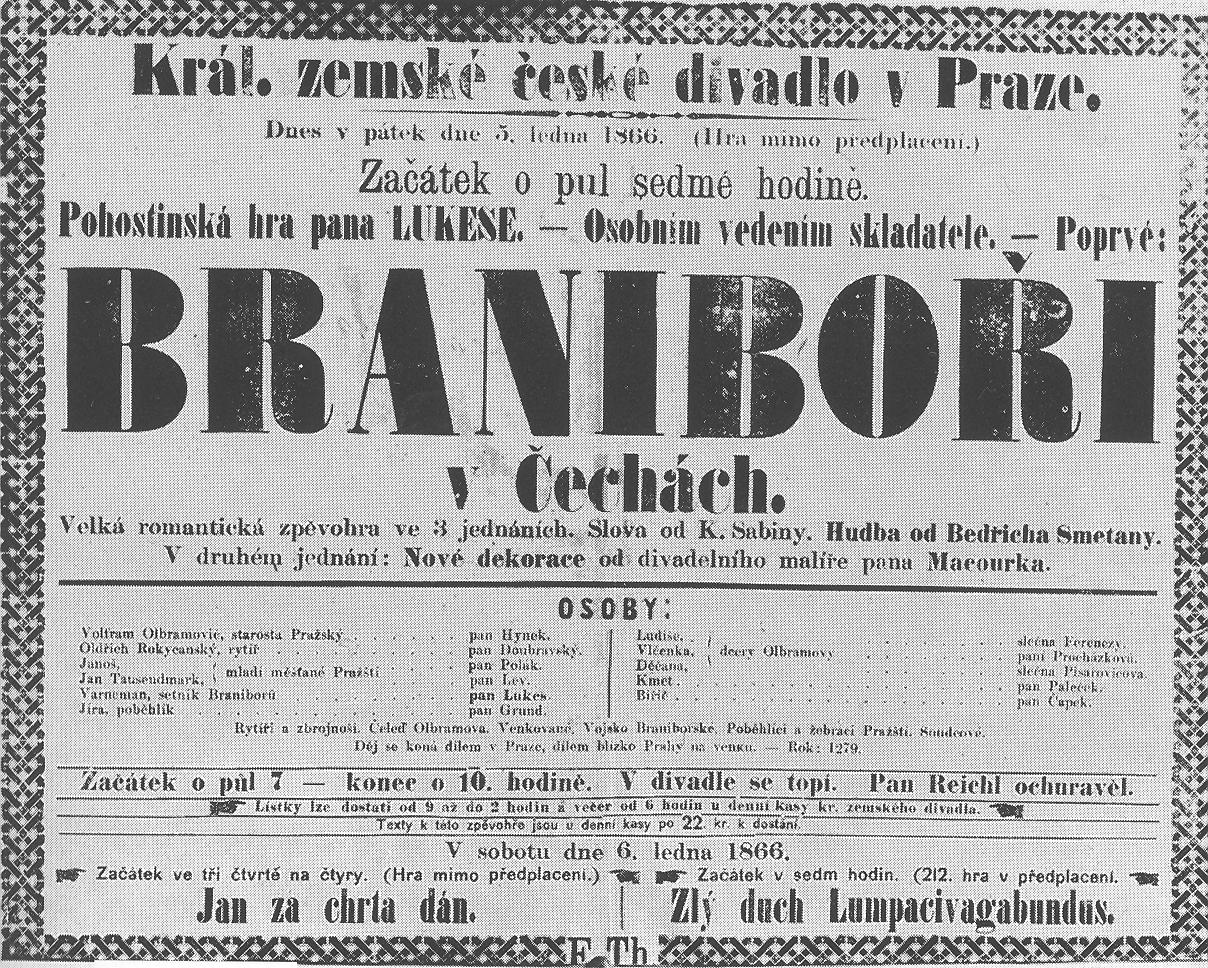
1866: Plakat zur Uraufführung

- 1866: Am České Prozatímní Divadlo in Prag findet die Uraufführung der Oper Braniboři v Čechách (Die Brandenburger in Böhmen) von Bedřich Smetana statt. Nach anfänglichem großem Erfolg kann sich das Werk jedoch nicht langfristig auf der Bühne halten.

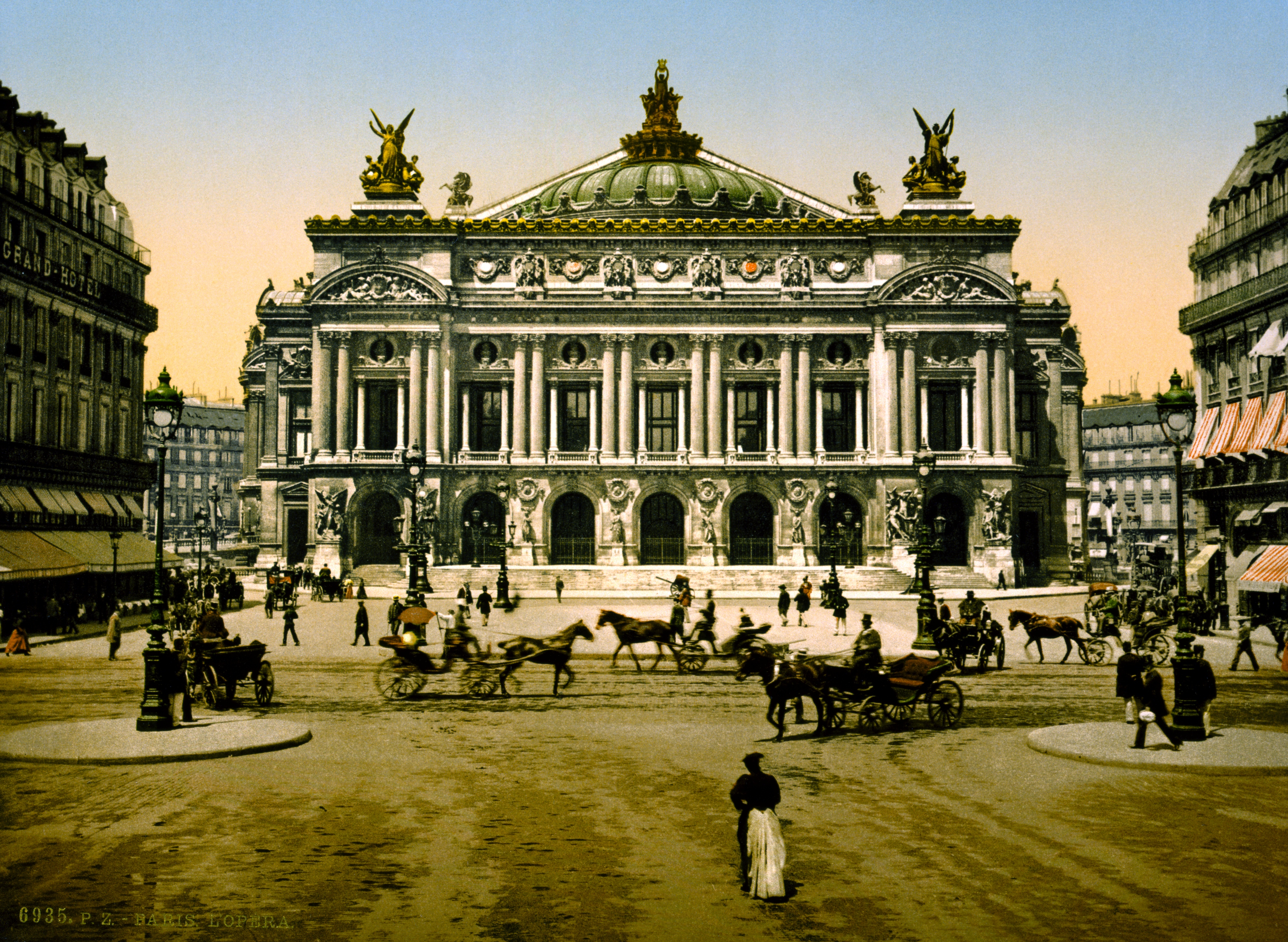
1875: Opéra Garnier

- 1875: Die von Charles Garnier erbaute neobarocke Opéra Garnier wird eröffnet. Die Pariser Oper, die von Gaston Leroux als Schauplatz für seinen Roman Le fantôme de l'opéra gewählt wird, ist zu diesem Zeitpunkt der größte Theaterbau der Welt.
- 1876: Am Carltheater in Wien wird Franz von Suppès dreiaktige Operette Fatinitza nach einem Libretto von Camillo Walzel und Richard Genée uraufgeführt.
- 1894: Die Wiener Operette Der Obersteiger von Carl Zeller mit dem Libretto von Moritz West und Ludwig Held wird am Theater an der Wien in Wien mit Alexander Girardi in der Hauptrolle uraufgeführt.
- 1898: Am Theater an der Wien in Wien erfolgt die Uraufführung der Wiener Operette Der Opernball von Richard Heuberger der Ältere mit dem Libretto von Victor Léon.
- 1902: Im Berliner Belle-Alliance-Theater erlebt Georg Büchners 1835 entstandenes Drama Dantons Tod, das lange Zeit als unspielbar gegolten hat, seine Uraufführung.
- 1911: Der Bioparco Rom wird eröffnet. Der Zoo für die italienische Hauptstadt ist vom Tierhändler Carl Hagenbeck nach Hamburger Vorbild konzipiert.
- 1953: Das Drama Warten auf Godot von Samuel Beckett hat seine Uraufführung am Théâtre de Babylone in Paris.
- 1975: Der blaue Elefant hat seinen ersten Auftritt in der Sendung mit der Maus.
- 1979: Prince gibt im Capri Theater in seiner Heimatstadt Minneapolis in Minnesota sein erstes Livekonzert in seiner Karriere.
- 1988: Die US-amerikanische Sitcom Alf wird vom ZDF erstmals im Deutschen Fernsehen ausgestrahlt.

### Gesellschaft

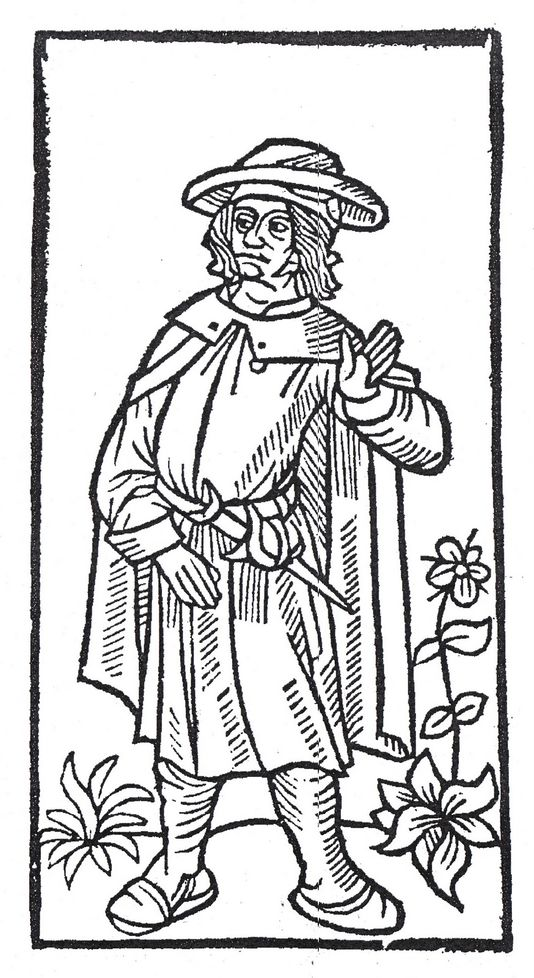
1463: François Villon

- 1463: Das Todesurteil gegen François Villon wird in zehn Jahre Verbannung aus Paris abgewandelt. Ein parodistisches Dankgedicht an den Gerichtshof ist das letzte bekannte Zeugnis des Dichters.
- 1985: Unter dem Verdacht, ein Juweliergeschäft überfallen zu haben, wird der frühere rheinland-pfälzische FDP-Landesvorsitzende Hans-Otto Scholl festgenommen.

### Religion
- 0269: Felix I. wird als Nachfolger von Dionysius zum Bischof von Rom gewählt.
- 1527: Felix Manz wird in Zürich durch Ertränken hingerichtet und wird damit zu einem Märtyrer der Täuferbewegung.
- 1964: Auf seiner Reise ins Heilige Land trifft Papst Paul VI. mit Patriarch Athinagoras von Konstantinopel in Jerusalem zusammen. Das Treffen führt in der Folge zur Aufhebung der während des Morgenländischen Schismas im Jahre 1054 ausgesprochenen gegenseitigen Exkommunikation zwischen Ost- und Westkirche durch die beiden Kirchenoberhäupter.
- 2023: Der emeritierte Papst Benedikt XVI. wird in Rom im Petersdom beigesetzt, an der Begräbnisfeier nehmen rund 50.000 Menschen teil.

### Katastrophen
- 1993: Vor den Shetlands läuft der Öltanker Braer auf Grund. Danach laufen 84.500 Tonnen Rohöl aus.

Kleinere Unglücksfälle sind in den Unterartikeln von Katastrophe und in der Liste von Katastrophen aufgeführt.

### Sport
- 1929: Die zweite Hans-Heinz-Schanze wird in Johanngeorgenstadt eingeweiht; sie ist zu diesem Zeitpunkt die größte Skisprungschanze in Deutschland.
- 1951: Die Deutsche Olympische Gesellschaft wird gegründet.

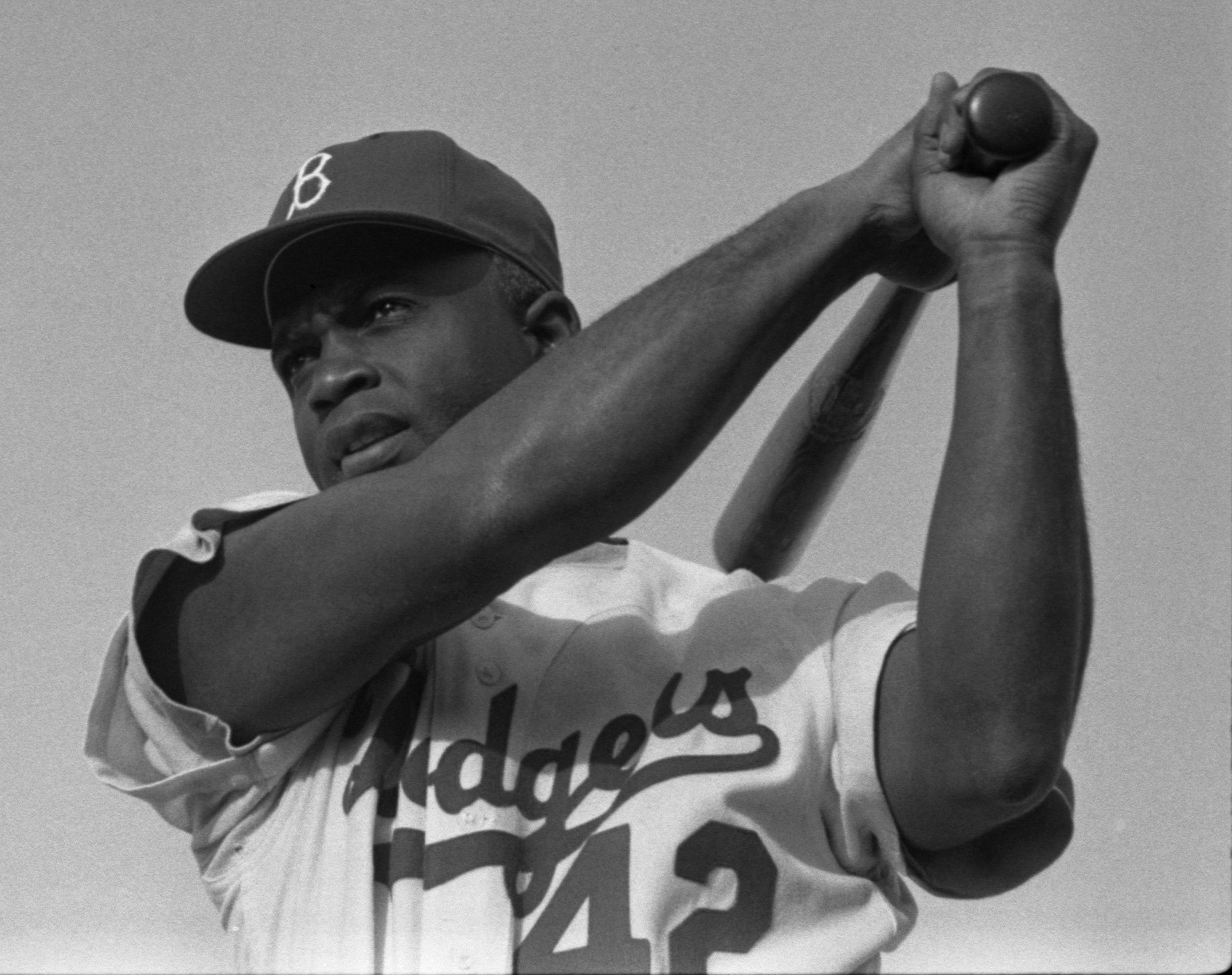
1957: Jackie Robinson

- 1957: Jackie Robinson, der als erster Schwarzer in der Geschichte des Baseballs in der Major League zum Einsatz gekommen ist, beendet seine Karriere.
- 1971: Australien und England spielen auf dem Melbourne Cricket Ground das erste offizielle ODI-Match zweier Cricket-Nationalmannschaften; die Gastgeber gewinnen mit 5 Wickets.

Einträge von Leichtathletik-Weltrekorden befinden sich unter der jeweiligen Disziplin unter Leichtathletik.

## Geboren

### Vor dem 18. Jahrhundert
- 0200: Ōjin, japanischer Kaiser
- 1209: Richard von Cornwall, englischer Adeliger, römisch-deutscher König
- 1425: Heinrich IV., König von Kastilien und León
- 1437: Annius von Viterbo, italienischer Dominikaner-Mönch
- 1477: Girolamo del Pacchia, italienischer Maler
- 1512: Robert IV. de La Marck, Herzog von Bouillon, Herr von Sedan
- 1526: Christian Schütz, deutscher evangelischer Theologe
- 1548: Francisco Suárez, spanischer Jesuit, Theologe und Philosoph
- 1614: Johannes Koch von Gailenbach, Augsburger Patrizier, Oberkirchenpfleger und Geheimer Rat
- 1614: Leopold Wilhelm von Österreich, österreichischer Geistlicher, Beamter, Feldherr und Kunstmäzen, mehrfacher Fürst(erz)bischof, Statthalter der Spanischen Niederlande
- 1616: Alexandre II. de Bournonville, französischer Militär in spanischen und kaiserlichen Diensten
- 1627: Daniel Beckher der Jüngere, deutscher Mediziner
- 1639: Otto Wilhelm von Königsmarck, schwedischer General und Staatsmann
- 1642: Philipp Jeningen, deutscher Jesuit, Volksmissionar und Mystiker
- 1679: Pietro Filippo Scarlatti, italienischer Komponist, Organist, Chorleiter
- 1696: Giuseppe Galli da Bibiena, italienischer Architekt, Bühnenbildner
- 1700: Philipp Heinrich Hasenmeyer, deutscher Orgelbauer

### 18. Jahrhundert
- 1704: Johann Ernst Döring, deutscher Orgelbauer
- 1712: Ludwig van Beethoven, deutscher Sänger, Großvater des gleichnamigen Komponisten

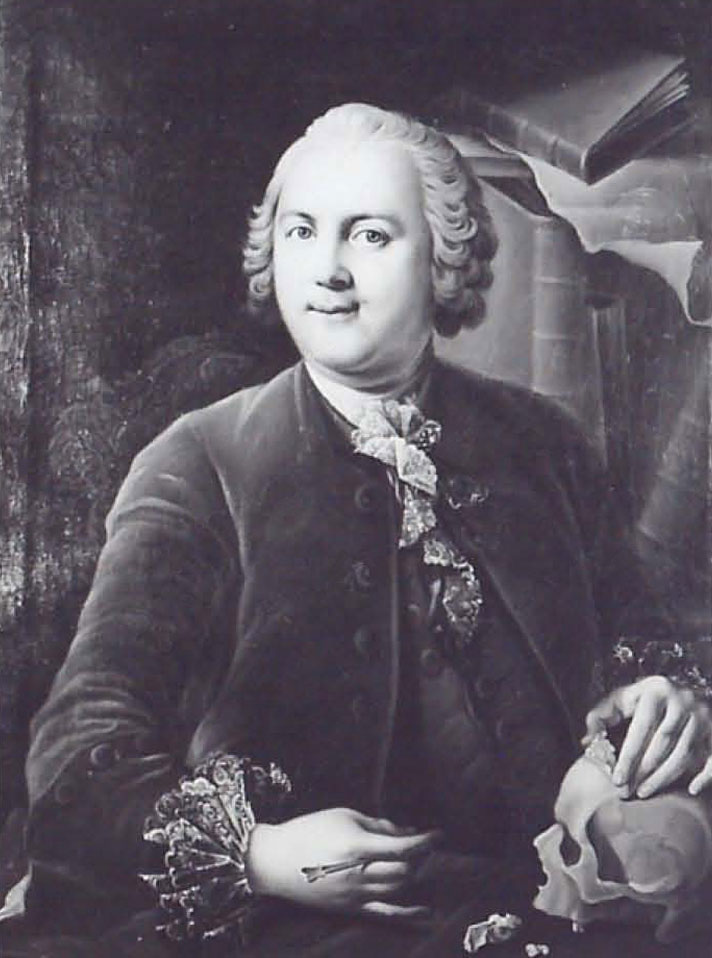
Abraham Kaau-Boerhaave (* 1715)

- 1715: Abraham Kaau-Boerhaave, niederländischer Mediziner
- 1722: Caspar Anton von Belderbusch, deutscher Adliger, Deutschordensritter, Premierminister in Kurköln
- 1725: Martin Crugot, deutscher evangelischer Geistlicher
- 1734: Gebhard XXVIII. von Alvensleben, deutscher Politiker und Gutsbesitzer
- 1734: Carl Friedrich Ludwig von Gaudi, preußischer Beamter
- 1739: Karl von Zinzendorf, österreichischer Staatsmann
- 1742: Claus von der Decken, deutscher Jurist sowie hannoverscher Staats- und Kabinettsminister
- 1743: Karl Heinrich von Nassau-Siegen, französischer Abenteurer und Marineoffizier
- 1744: Gaspar Melchor de Jovellanos, spanischer Staatsmann und Schriftsteller der Aufklärung
- 1752: Wilhelm Amsinck, Hamburger Kaufmann, Ratsherr und Bürgermeister
- 1757: Jeremias L’Orsa, reformierter Pfarrer und Schulreformer
- 1759: Jacques Cathelineau, französischer General der Vendéer

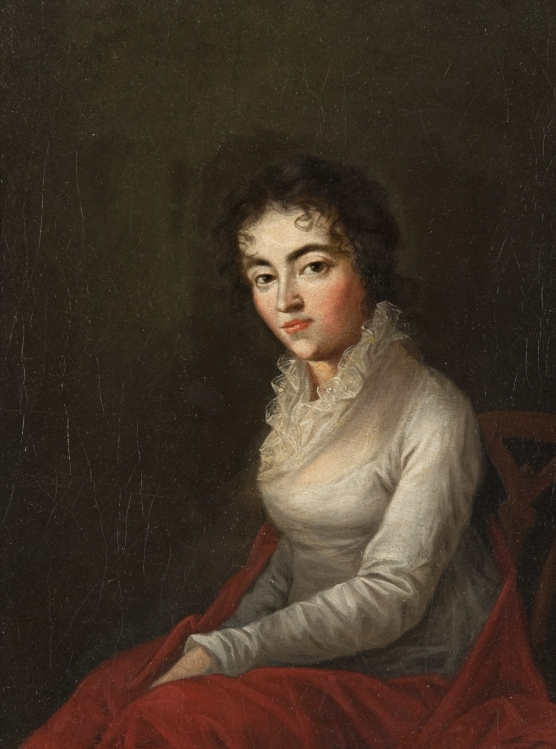
Constanze Mozart (* 1762)

- 1762: Constanze Mozart, österreichische Sopranistin, Ehefrau von Wolfgang Amadeus Mozart
- 1763: Johanne Justine Renner, bekannt als „Gustel von Blasewitz“
- 1765: Johann Michael von Seuffert, deutscher Jurist und Politiker, Landtagspräsident
- 1766: Victor-Claude-Alexandre Fanneau de Lahorie, französischer General
- 1767: Anne-Louis Girodet-Trioson, französischer Maler
- 1767: Jean-Baptiste Say, französischer Ökonom und Geschäftsmann
- 1769: Ludwig Adolf Peter zu Sayn-Wittgenstein, russischer Generalfeldmarschall
- 1774: Johannes Aberli, Schweizer Medailleur, Stein- und Stempelschneider
- 1779: Stephen Decatur junior, US-amerikanischer Marineoffizier
- 1779: Zebulon Pike, US-amerikanischer Offizier und Entdecker

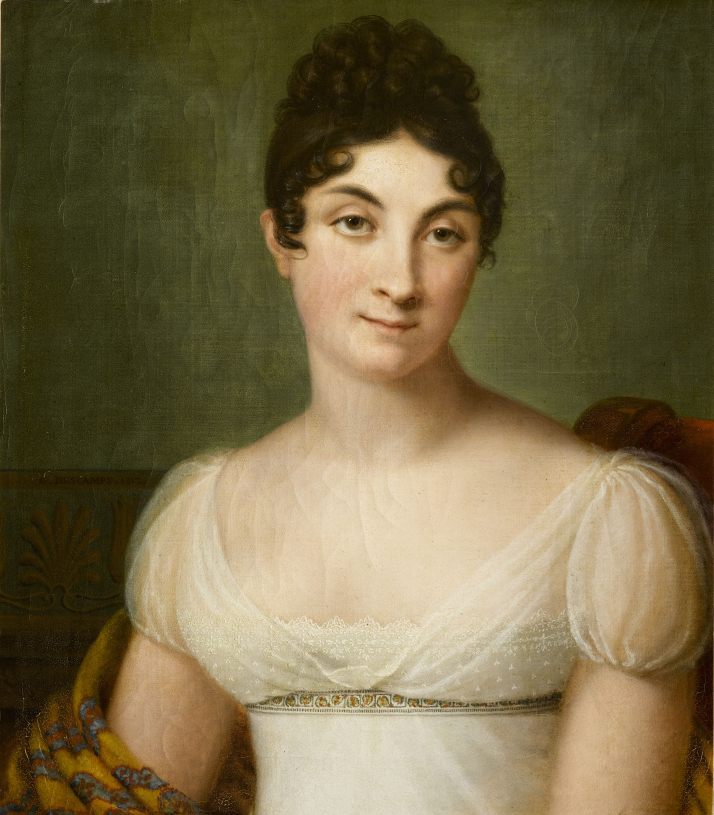
Claire Élisabeth Jeanne Gravier de Vergennes (* 1780)

- 1780: Claire Élisabeth Jeanne Gravier de Vergennes, comtesse de Rémusat, französische Hofdame
- 1782: Robert Morrison, schottischer Presbyterianer
- 1786: Thomas Nuttall, englischer Botaniker und Zoologe
- 1788: Caspar Ett, deutscher Organist und Komponist
- 1789: Jules Robert Auguste, französischer Maler und Bildhauer
- 1794: Gottfried Carl Freitag, deutscher Pfarrer und Autor
- 1795: Justus Hecker, deutscher Medizinhistoriker
- 1797: Eduard Vogel von Falckenstein, preußischer General

### 19. Jahrhundert

#### 1801–1850
- 1801: Ferdinand Didier, deutscher Fabrikant

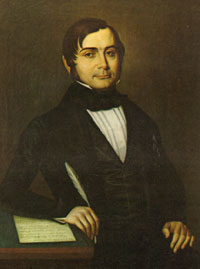
Manuel Passos (* 1801)

- 1801: Manuel da Silva Passos, portugiesischer Minister
- 1802: Hermann Agathon Niemeyer, deutscher Theologe
- 1805: Per Gustaf Berg, schwedischer Verleger
- 1808: August Mirbach, deutscher Politiker
- 1812: Carl Damm, deutscher Politiker, Priester und Revolutionsteilnehmer
- 1818: Mary Elizabeth Barber, britische Naturmalerin, Entomologin und Botanikerin
- 1818: James Monroe Deems, US-amerikanischer Komponist und General
- 1818: Ferdinand von Roemer, deutscher Geologe, Paläontologe und Mineraloge
- 1822: Joseph Brevard Kershaw, US-amerikanischer Rechtsanwalt, Politiker und Offizier
- 1822: Kurd von Schlözer, deutscher Diplomat und Historiker
- 1823: Emil Palleske, deutscher Schauspieler und Schriftsteller
- 1824: Theodor Kozlowski, deutscher Bauingenieur und -beamter
- 1825: Adolf Achenbach, preußischer Beamter und Berghauptmann
- 1826ː Annie Ellsworth, US‑amerikanische Frau, die an der Übermittlung des ersten Telegramms beteiligt war
- 1826: Edmé Félix Alfred Vulpian, französischer Neurologe, Entdecker des Adrenalins
- 1827: Charlemagne „Charles“ Deulin, französischer Romancier, Journalist und Theaterkritiker
- 1828: Emil Frommel, deutscher Theologe und Volksschriftsteller
- 1828: Stephan von Jovanović, österreichischer Offizier
- 1828: August Kautz, deutschamerikanischer Offizier
- 1829: Roger Tichborne, britischer Gentleman
- 1834: William Anderson, britischer Ingenieur, Unternehmer und Philanthrop
- 1834: William John Wills, britischer Landvermesser
- 1835: Richard Faltin, finnischer Komponist, Musikprofessor und Volksmusiksammler
- 1838: Henri Dubois, Schweizer evangelischer Geistlicher und Hochschullehrer
- 1838: Camille Jordan, französischer Mathematiker
- 1839: Gottfried Lindauer, tschechischer Maler
- 1839: Nicolás de Piérola, Präsident von Peru
- 1841: Henryk Dobrzycki, polnischer Arzt, Philanthrop und Komponist
- 1841: Hermann Heinrich Howaldt, deutscher Bildhauer, Erzgießer und Kupfertreiber
- 1842: Carl Engler, deutscher Chemiker
- 1845: Charles Marley Anderson, US-amerikanischer Politiker, Mitglied des Repräsentantenhauses

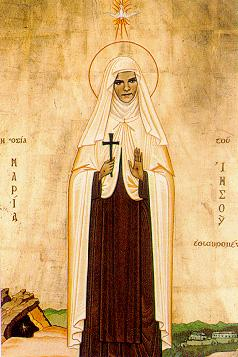
Mirjam von Abellin (* 1846)

- 1846: Mirjam von Abellin, palästinensische Geistliche und Mystikerin, Unbeschuhte Karmelitin, Heilige

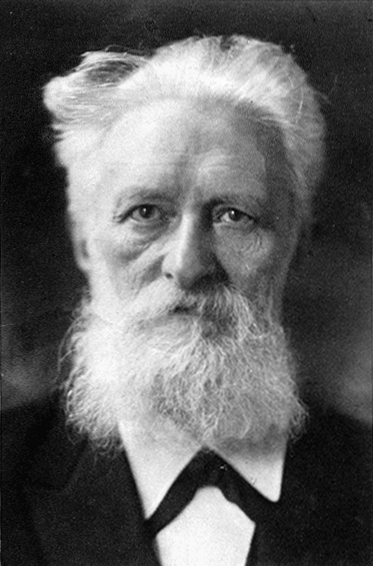
Rudolf Eucken (* 1846)

- 1846: Rudolf Eucken, deutscher Philosoph, Nobelpreisträger
- 1848: Wilhelm Anton Michael von Attems-Petzenstein, österreichischer Feldmarschalleutnant
- 1850: Gottlob Krause, deutscher Afrikareisender
- 1850: Zell os-Soltan, Prinz aus der Kadscharendynastie in Persien

#### 1851–1900
- 1852: Edwin Le Roy Antony, US-amerikanischer Politiker, Mitglied des Repräsentantenhauses
- 1852: Fritze Bollmann, deutscher Frisör, Brandenburger Original
- 1852: Franjo Vilhar Kalski, slowenisch-kroatischer Komponist
- 1855: King Camp Gillette, US-amerikanischer Erfinder und Unternehmer
- 1857: Gregorio Aráoz de La Madrid, argentinischer General und Politiker
- 1858: Gustaf af Geijerstam, schwedischer Schriftsteller

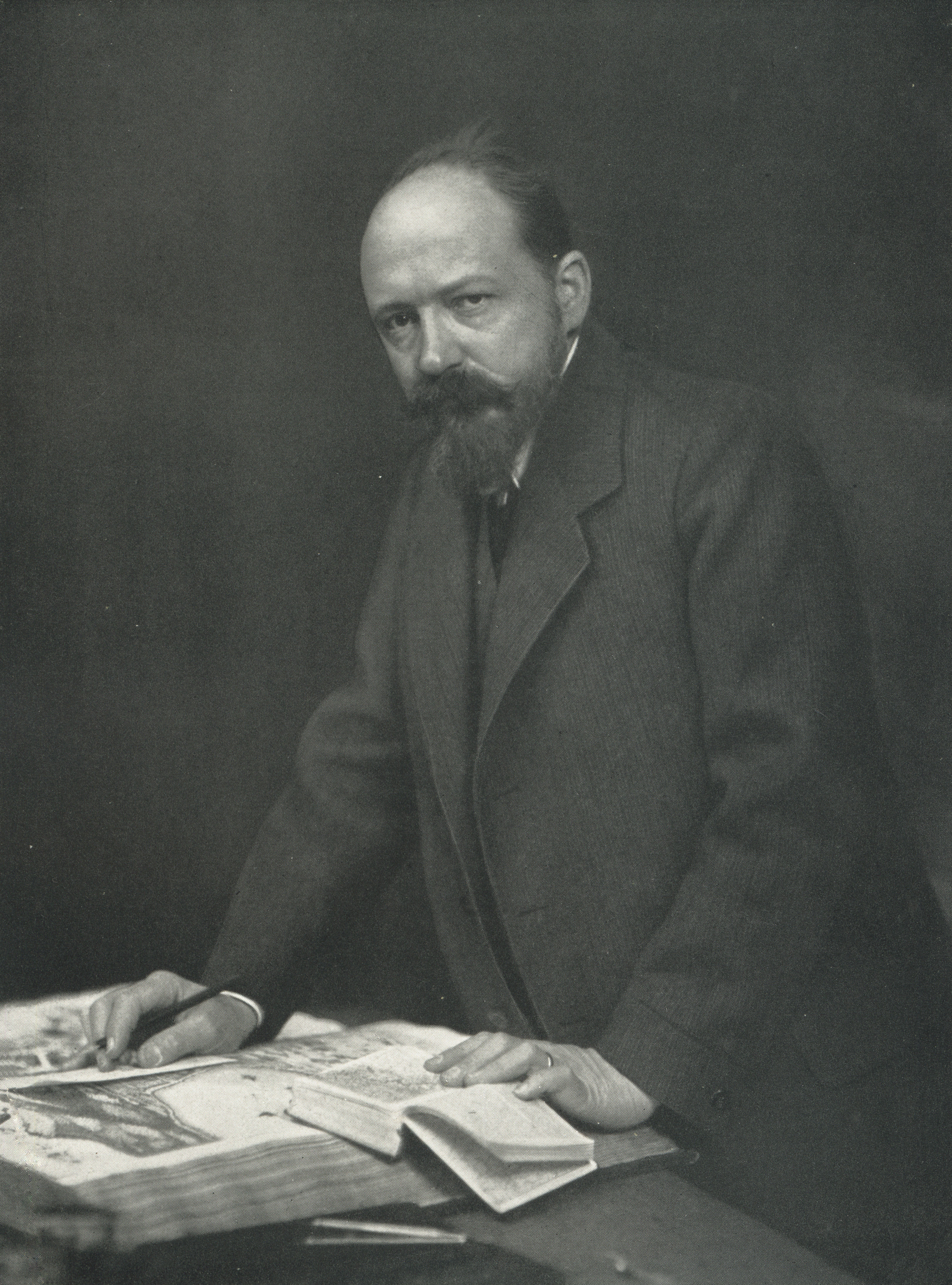
Bodo Ebhardt (* 1865)

- 1865: Bodo Ebhardt, deutscher Architekt und Burgenexperte
- 1866: António Maria Baptista, portugiesischer Militär und Politiker, Ministerpräsident
- 1866: Sophie Kloerss, deutsche Schriftstellerin
- 1867: Dimitrios Gounaris, griechischer Politiker, Ministerpräsident
- 1867: Otto Ubbelohde, deutscher Maler, Radierer und Illustrator
- 1868: Ludwig Kathariner, deutscher Zoologe
- 1868: Anton Raky, deutscher Ingenieur, Pionier der Bohrtechnik
- 1870: Friederike Henriette Kraze, deutsche Schriftstellerin
- 1871: Frederick Shepherd Converse, US-amerikanischer Komponist
- 1871: Frank Patterson, US-amerikanischer Komponist
- 1873: Theodor Spitta, deutscher Politiker, MdBB, Bürgermeister von Bremen
- 1874: Joseph Erlanger, US-amerikanischer Neurophysiologe, Nobelpreisträger
- 1874: Lena Stein-Schneider, deutsche Komponistin, Lied- und Operettentexterin sowie Pianistin
- 1875: Martin Grabmann, deutscher Theologe
- 1875: Monty Jacobs, britisch-deutscher Schriftsteller und Journalist

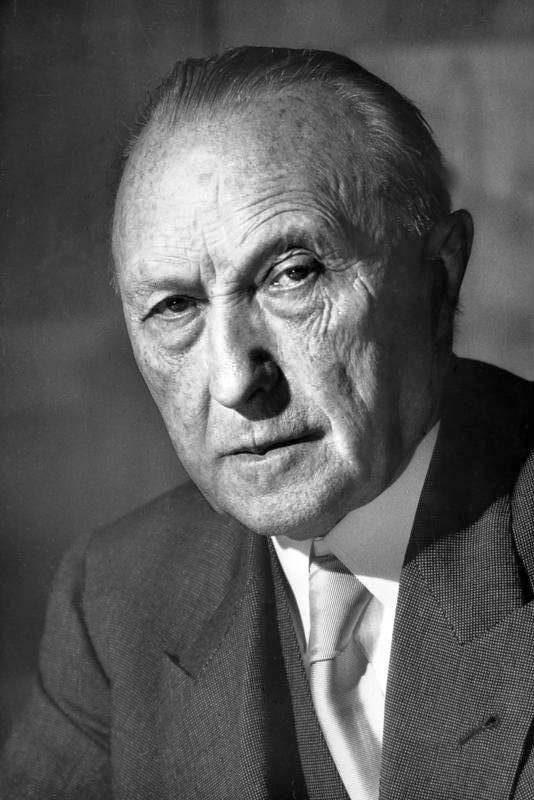
Konrad Adenauer (* 1876)

- 1876: Konrad Adenauer, deutscher Politiker, Oberbürgermeister von Köln, MdL, Präsident des preußischen Staatsrats, MdB, erster Bundeskanzler und -außenminister
- 1877: Fritz Koch-Gotha, deutscher Illustrator und Schriftsteller
- 1879: Hans Eppinger junior, österreichischer Mediziner
- 1879: Viktor Mäulen, deutscher Fußballspieler und -funktionär
- 1879: Charles A. Mooney, US-amerikanischer Politiker
- 1879: Jack Norworth, US-amerikanischer Lyriker, Komponist und Produzent
- 1880: Paul Lange, deutscher Gewerkschafter, Publizist und Politiker
- 1880: Harry Maasz, deutscher Gartenarchitekt und Gartenbauschriftsteller
- 1880: Nikolai Karlowitsch Medtner, russischer Komponist
- 1881: Élie Bourgois, französischer Turner
- 1881: Pablo Gargallo, spanischer Bildhauer
- 1881: Paul Arnold Walty, Schweizer Fußballspieler
- 1882: Hans Eduard Fierz, Schweizer Chemiker
- 1882: Georg Schreiber, deutscher Päpstlicher Hausprälat und Politiker, MdR
- 1883: Daniël Clarembaux, belgischer Ruderer
- 1883: Döme Sztójay, ungarischer Militär, Diplomat und Politiker, Ministerpräsident
- 1884: Roy Gardner, US-amerikanischer Räuber und Ausbruchskünstler
- 1885: Fannie Tremblay, kanadische Schauspielerin und Komikerin
- 1886: Franz Kaufmann, deutscher Jurist und Verwaltungsbeamter, Opfer des Nationalsozialismus

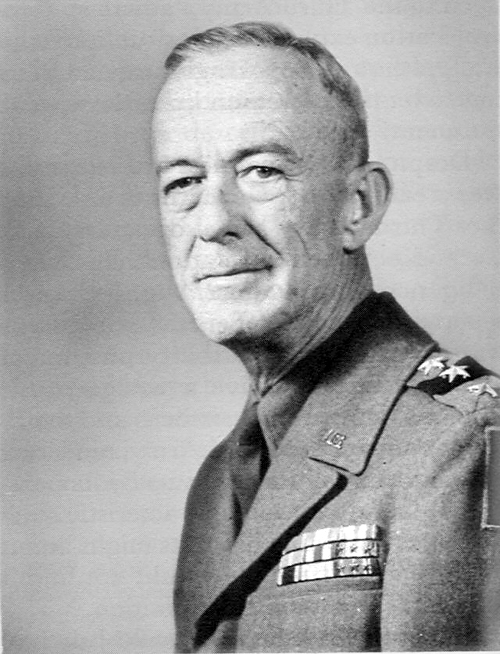
Courtney Hicks Hodges (* 1887)

- 1887: Courtney Hicks Hodges, US-amerikanischer General
- 1888: Fritz Förderer, deutscher Fußballspieler
- 1888: Lauri Pihkala, finnischer Leichtathlet und Leichtathletiktrainer, Erfinder des Pesäpallo
- 1889: Maria Reese, deutsche Autorin, Journalistin und Politikerin, MdR
- 1889: Julius Zerzer, deutscher Schriftsteller
- 1890: Sarah Aaronsohn, jüdische Spionin
- 1890: Ermanno Amicucci, italienischer Journalist
- 1891: Carl Degelow, deutscher Offizier und Jagdflieger
- 1891: Kurt Dittmar, deutscher Offizier und Rundfunkkommentator
- 1891: Hein König, deutscher Kunstmaler
- 1892: Will Lammert, deutscher Bildhauer
- 1892: Louis Waldman, US-amerikanischer Politiker und Jurist
- 1893: Elizabeth Cotten, US-amerikanische Folk- und Blues-Musikerin
- 1893: Gerhard Lütkens, deutscher Politiker, MdB
- 1893: Joost Schmidt, deutscher Typograf, Maler und Lehrer am Bauhaus
- 1893: Richard Schneider, deutscher Geistlicher, Opfer des Nationalsozialismus

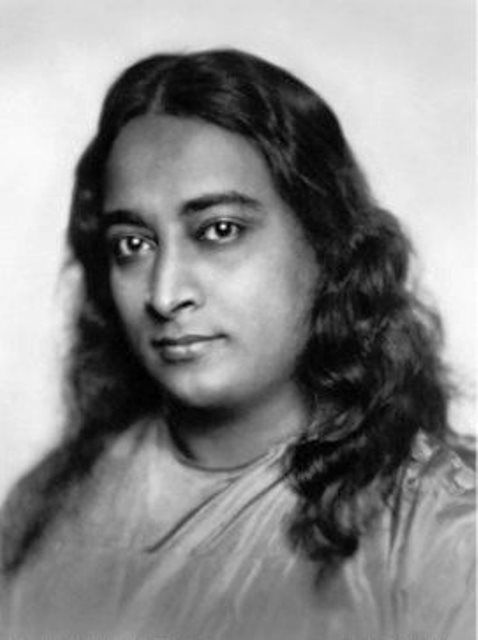
Yogananda (* 1893)

- 1893: Yogananda, indischer Yogi und Guru
- 1895: Albert Marier, kanadischer Sänger
- 1897: Siegfried Gmelin, deutscher Finanzmanager, Begründer des österreichischen Bausparwesens
- 1897: Theo Mackeben, deutscher Pianist, Dirigent und Komponist
- 1897: Kiyoshi Miki, japanischer Philosoph
- 1898: Josef Engling, deutscher Geistlicher, Mitglied der Schönstatt-Bewegung
- 1899: Ruggero Gerlin, italienischer Cembalist und Musikpädagoge
- 1899: Wilhelm Hagemann, deutscher Schachproblemkomponist
- 1900: Paula Ludwig, österreichische Schriftstellerin und Malerin
- 1900: Yves Tanguy, französischer Maler des Surrealismus

### 20. Jahrhundert

#### 1901–1925
- 1901: Klaus Bonhoeffer, deutscher Jurist und Widerstandskämpfer, Opfer des Nationalsozialismus
- 1901: Walter Lüthi, deutscher Pfarrer
- 1902: Reinhard Braun, deutscher Augenarzt und Hochschullehrer

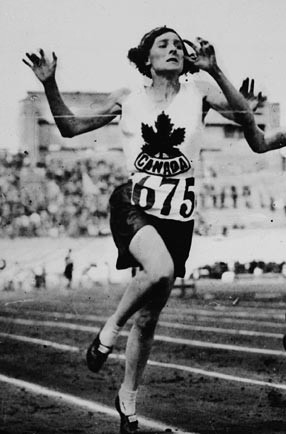
Myrtle Cook (1902*)

- 1902: Myrtle Cook, kanadische Leichtathletin
- 1904: Jeane Dixon, US-amerikanische Astrologin
- 1904: Hans Heitmann, deutscher Lehrer und Schriftsteller
- 1904: Otto Niebergall, deutscher Politiker, MdB
- 1906: Jean-Georges Branche, französischer Automobilrennfahrer
- 1906: Wild Bill Davison, US-amerikanischer Jazz-Kornettist
- 1906: Matsumoto Takashi, japanischer Schriftsteller
- 1907: Josef Holaubek, österreichischer Feuerwehr- und Polizeibeamter, Polizeipräsident in Wien, Präsident des Österreichischen Bundesfeuerwehrverbandes
- 1907: Anton Ingolič, slowenischer Schriftsteller
- 1907: Volmari Iso-Hollo, finnischer Leichtathlet
- 1907: Mathias Sancassiani, luxemburgischer Boxer

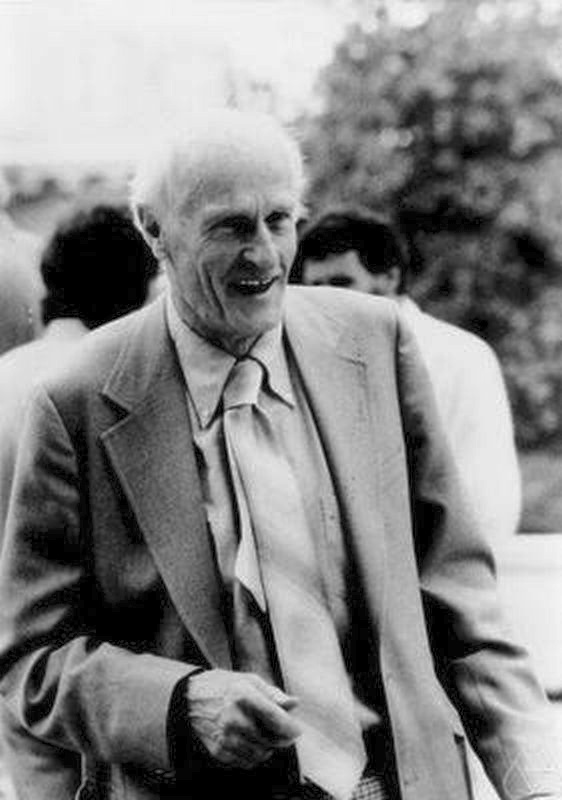
Stephen Cole Kleene (* 1909)

- 1909: Stephen Cole Kleene, US-amerikanischer Mathematiker und Logiker
- 1910: Jack Lovelock, neuseeländischer Mittelstreckenläufer
- 1911: Johann Asch, deutscher Kommunalpolitiker
- 1911: Jean-Pierre Aumont, französischer Schauspieler und Drehbuchautor
- 1913: César Marcelak, französischer Radrennfahrer
- 1913: Laura Solari, italienische Filmschauspielerin
- 1913: Pierre Veuillot, französischer Geistlicher, Bischof von Angers, Erzbischof von Paris, Kardinal
- 1914: Erich Ganzenmüller, deutscher Politiker, MdL
- 1914: George Reeves, US-amerikanischer Schauspieler
- 1914: Rudolf Schnackenburg, deutscher Priester, Theologe und Neutestamentler
- 1914: Nicolas de Staël, französischer Maler
- 1915: Erich Grandeit, deutscher Maler, Illustrator, Graphiker und Bühnenbildner
- 1915: Fritz Holthoff, deutscher Politiker, MdL, Landesminister
- 1915: Humberto Teixeira, brasilianischer Musiker, Komponist und Politiker
- 1916: Dora Grabosch, deutsche Malerin
- 1917: Adolfo Consolini, italienischer Leichtathlet
- 1917: Silvia Eisenstein, argentinisch-venezolanische Pianistin, Komponistin, Dirigentin und Musikpädagogin
- 1917: Wieland Wagner, deutscher Opernregisseur, Bühnenbildner und Festspielleiter
- 1917: Fred Wander, österreichischer Schriftsteller

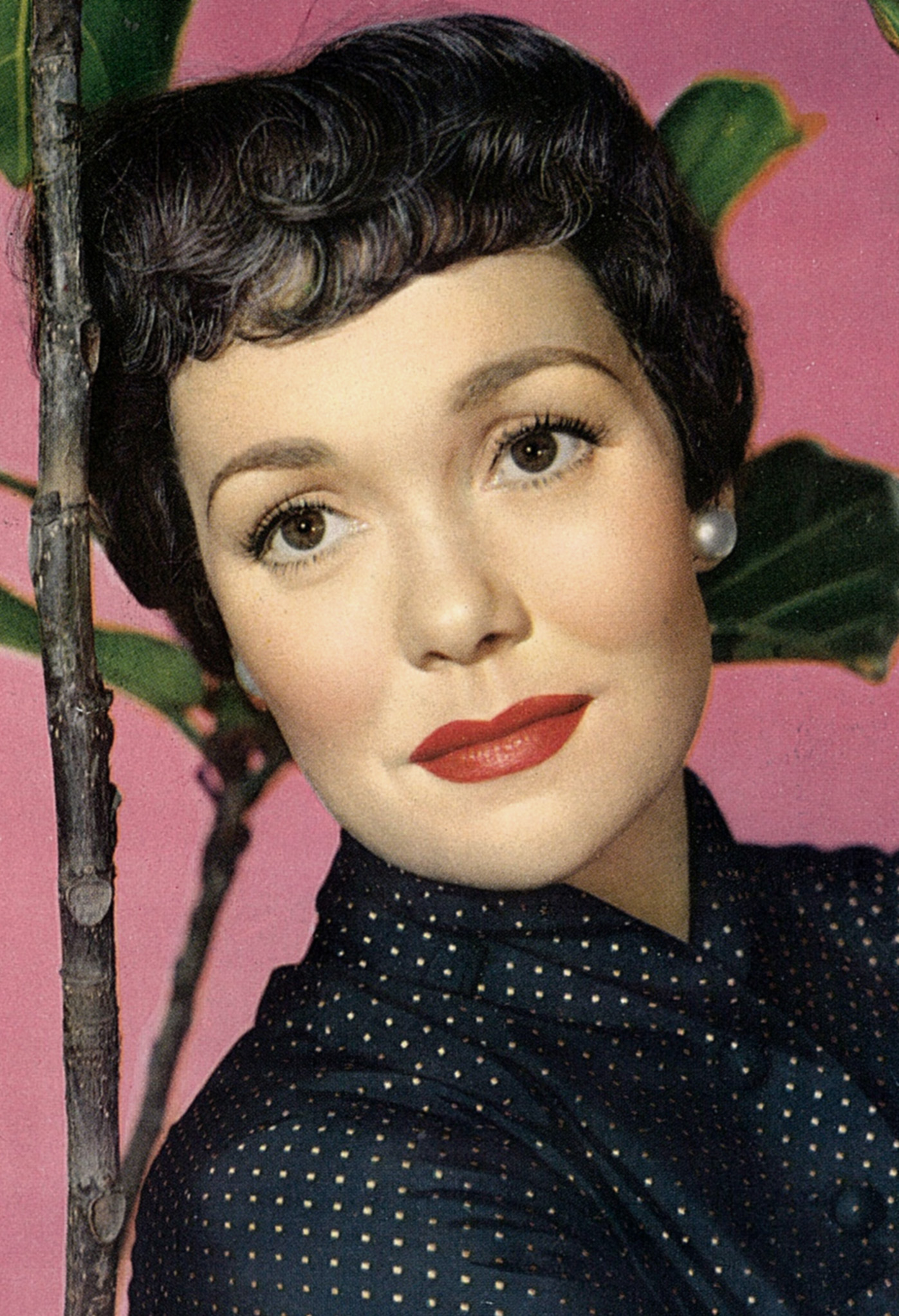
Jane Wyman (* 1917)

- 1917: Jane Wyman, US-amerikanische Schauspielerin
- 1919: Al Blozis, US-amerikanischer American-Football-Spieler
- 1919: Hans Heinrich Eggebrecht, deutscher Musikwissenschaftler
- 1919: Severino Gazzelloni, italienischer Flötist
- 1919: Peter Seeger, deutscher Komponist, Musikpädagoge und Dirigent
- 1920: Heinz Fülfe, deutscher Zeichner, Puppenspieler und Bauchredner
- 1920: Arturo Benedetti Michelangeli, italienischer Pianist
- 1920: Karl-Aage Schwartzkopf, schwedischer Schriftsteller
- 1920: André Simon, französischer Automobilrennfahrer

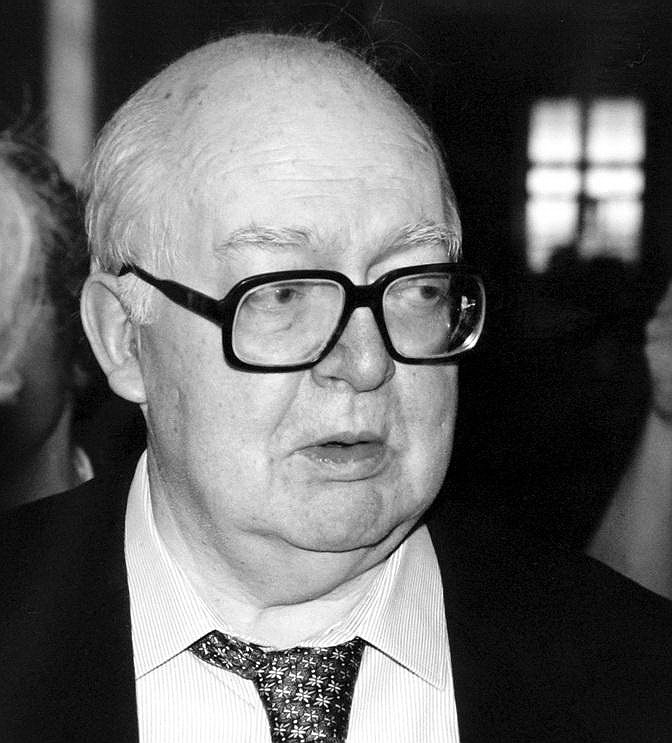
Friedrich Dürrenmatt (* 1921)

- 1921: Friedrich Dürrenmatt, Schweizer Schriftsteller, Dramatiker und Maler
- 1921: Jean von Luxemburg, Großherzog von Luxemburg, Herzog von Nassau
- 1921: Russell Mathews, australischer Wirtschaftswissenschaftler
- 1922: Knud E. Andersen, dänischer Radrennfahrer
- 1922: Celestino Piatti, Schweizer Grafiker und Buchgestalter
- 1923: Karl Hoppe, deutscher Motorradrennfahrer
- 1923: Robert Krapfenbauer, österreichischer Statiker und Bauingenieur
- 1923ː Virginia Halas McCaskey, US-amerikanische Unternehmerin und Besitzerin des NFL-Teams Chicago Bears
- 1923: Sam Phillips, US-amerikanischer Musikproduzent
- 1924: Vera Molnár, französische Künstlerin
- 1924: Beatrice Winde, US-amerikanische Schauspielerin
- 1925: Lou Carnesecca, US-amerikanischer Basketballtrainer
- 1925: Rudolf Wassermann, deutscher Jurist, Präsident des Oberlandesgerichts Braunschweig

#### 1926–1950
- 1926: Veikko Karvonen, finnischer Leichtathlet

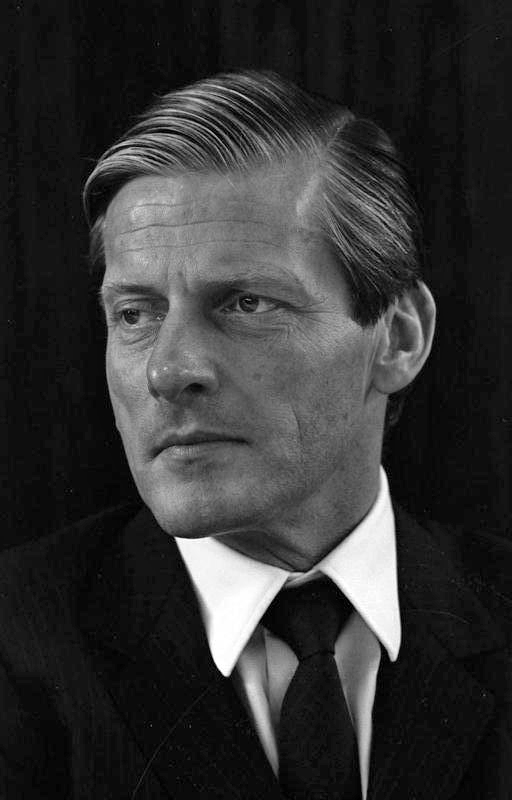
Walther Leisler Kiep (* 1926)

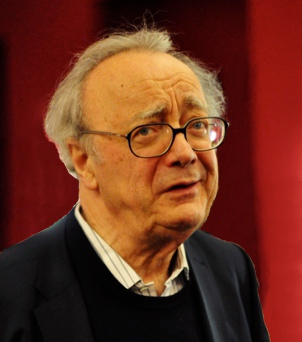
Alfred Brendel (* 1931)

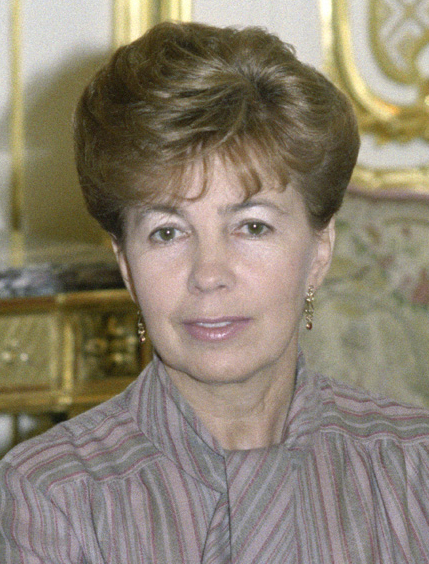
Raissa Gorbatschowa (* 1932)

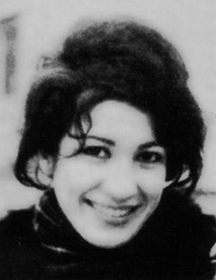
Forugh Farrochzad (* 1935)

- 1926: Walther Leisler Kiep, deutscher Politiker, MdB, Landesminister
- 1926: Ghassan Tueni, libanesischer Journalist, Herausgeber, Diplomat und Politiker, mehrfacher Minister
- 1926: Siegfried Wolf, deutscher Fußballspieler
- 1927: Mino Argento, italienisch-US-amerikanischer Künstler
- 1927: Joker Arroyo, philippinischer Jurist und Politiker
- 1927: Werner Baumgart, deutscher Saxophonist und Arrangeur
- 1927: Władysław Ślesicki, polnischer Filmregisseur und Drehbuchautor
- 1928: Sultan ibn Abd al-Aziz, saudischer Kronprinz
- 1928: Zulfikar Ali Bhutto, pakistanischer Politiker, Minister, Staatspräsident, Premierminister
- 1928: Walter Mondale, US-amerikanischer Politiker, Senator, Vizepräsident
- 1929: Walter Brandmüller, deutscher Theologe, Kirchenhistoriker und Kardinal der römisch-katholischen Kirche
- 1929: Peter-Lukas Graf, Schweizer Flötist
- 1929: Robert K. Massie, US-amerikanischer Historiker
- 1930: Jan Lebenstein, polnischer Maler
- 1930: Hugh McLean, kanadischer Organist, Pianist, Cembalist, Musikpädagoge und -wissenschaftler
- 1930: Carl Nielsen, dänischer Ruderer
- 1931: Alvin Ailey, US-amerikanischer Tänzer und Choreograf
- 1931: Heinz Bremer, deutscher Naturschützer, Biologe und Hochschullehrer
- 1931: Alfred Brendel, österreichischer Pianist und Schriftsteller
- 1931: Robert Duvall, US-amerikanischer Schauspieler
- 1931: Juan Goytisolo, spanischer Journalist und Schriftsteller
- 1931: Robert Rehfeldt, deutscher Künstler
- 1932: Johnny Adams, US-amerikanischer Blues-Sänger
- 1932: Umberto Eco, italienischer Schriftsteller, Medienwissenschaftler und Semiotiker
- 1932: Raissa Maximowna Gorbatschowa, russische Soziologin, Ehefrau von Michail Gorbatschow
- 1932: Chuck Noll, US-amerikanischer American-Football-Spieler und -Trainer
- 1934: Phil Ramone, US-amerikanischer Musikproduzent
- 1934: Cees See, niederländischer Jazzschlagzeuger und Perkussionist
- 1934: Gerda Zellentin, deutsche Politikwissenschaftlerin
- 1935: Heinz Börner, deutscher Mediziner und Hochschullehrer
- 1935: Forugh Farrochzad, iranische Dichterin, Produzentin und Filmregisseurin
- 1936: John Bridges, britischer Automobilrennfahrer

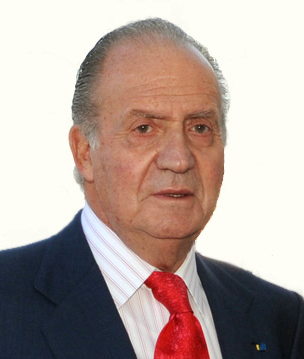
Juan Carlos I. (* 1938)

- 1938: Juan Carlos I., spanischer König
- 1938: Ngũgĩ wa Thiong’o, kenianischer Schriftsteller und Kulturwissenschaftler
- 1938: Terry Davis, britischer Politiker, Generalsekretär des Europarats
- 1938: Keith Greene, britischer Automobilrennfahrer
- 1938: Jim Otto, US-amerikanischer American-Football-Spieler
- 1939: Claus Dieter Clausnitzer, deutscher Schauspieler
- 1939: Luisa Futoransky, argentinische Dichterin und Schriftstellerin
- 1939: Rüstəm İbrahimbəyov, aserbaidschanischer Filmautor
- 1940: Horst Beyer, deutscher Leichtathlet
- 1940: Athol Guy, australischer Politiker, Musiker und Werbefachmann
- 1940: Veikko Kankkonen, finnischer Skispringer
- 1940: Phil Trim, spanischer Musiker
- 1941ː Nelly Akopian, russische Pianistin
- 1941: Chuck McKinley, US-amerikanischer Tennisspieler

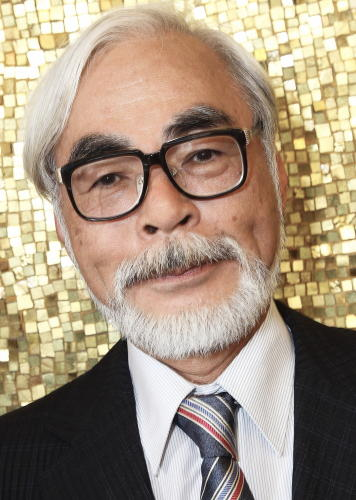
Hayao Miyazaki (* 1941)

- 1941: Hayao Miyazaki, japanischer Zeichentrickfilmregisseur
- 1942: Charlie Aitken, schottischer Fußballspieler
- 1942: Giorgi Arsenischwili, georgischer Mathematiker und Politiker, Premierminister
- 1942: Ernst Meincke, deutscher Schauspieler
- 1942: Terenci Moix, spanischer Schriftsteller und Journalist
- 1942: Maurizio Pollini, italienischer Pianist und Dirigent
- 1942: Dany Saval, französische Schauspielerin
- 1942: Pavel Wohl, tschechischer Eishockeytrainer
- 1942: Karola Zibelius-Chen, deutsche Ägyptologin und Sudanarchäologin
- 1943: Carolyn Schuler, US-amerikanische Schwimmerin
- 1943: Christine Wodetzky, deutsche Schauspielerin
- 1943: Günther Maria Halmer, deutscher Schauspieler

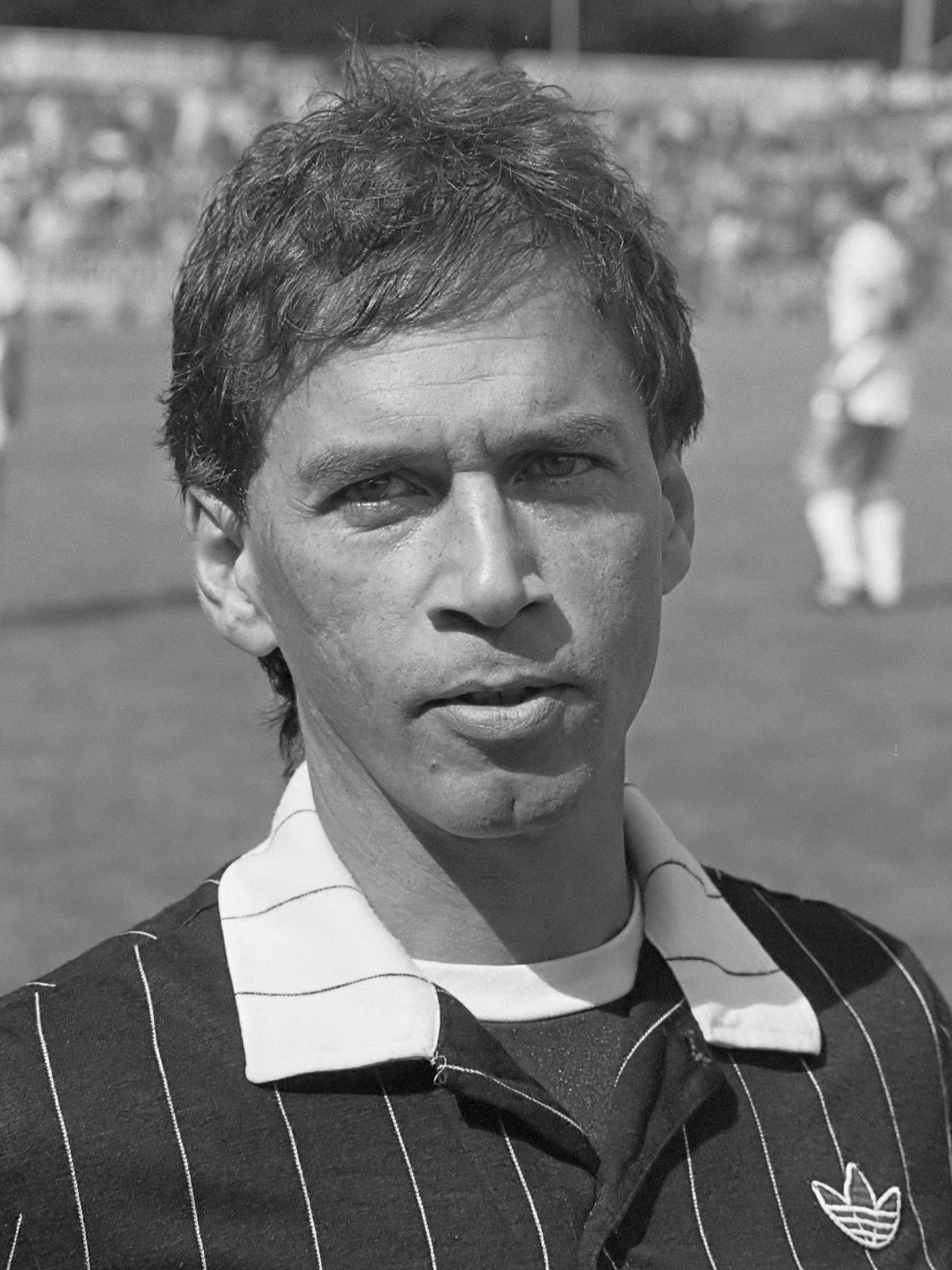
Ignace van Swieten (* 1943)

- 1943: Ignace van Swieten, niederländischer Fußballschiedsrichter
- 1943: Ramón Sampedro, spanischer Tetraplegiker, Befürworter der Sterbehilfe
- 1943: Doug Spartz, US-amerikanischer Singer-Songwriter und Gitarrist
- 1944: Eystein Eggen, norwegischer Schriftsteller
- 1944: Jo Ann Kelly, britische Blues-Sängerin und Gitarristin
- 1944: Carolyn McCarthy, US-amerikanische Politikerin, Mitglied des Repräsentantenhauses
- 1944: Ed Rendell, US-amerikanischer Politiker, Gouverneur von Pennsylvania
- 1944: Gerd Siese, deutscher Fußballspieler
- 1944: Jan de Vries, niederländischer Motorradrennfahrer
- 1945: Joseph Amangi Nacua, philippinischer Priester und Bischof von Ilagan
- 1945: Gerd Geismann, deutscher Kommunalpolitiker
- 1945: Gunda König, österreichische Schauspielerin und Sängerin
- 1945: Roger Spottiswoode, kanadischer Filmregisseur
- 1945: Şinasi Dikmen, deutscher Schriftsteller

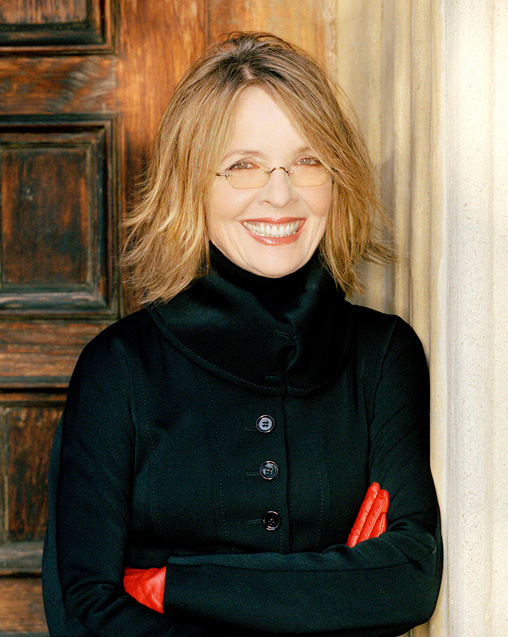
Diane Keaton (* 1946)

- 1946: Diane Keaton, US-amerikanische Schauspielerin, Produzentin und Regisseurin
- 1946: Giuseppe Materazzi, italienischer Fußballspieler und -trainer
- 1946: Jewgeni Anatoljewitsch Popow, russischer Prosa-Schriftsteller
- 1946: Tomohito von Mikasa, japanischer Erbprinz
- 1947: Osman Arpacıoğlu, türkischer Fußballspieler
- 1947: Mike DeWine, US-amerikanischer Politiker, Mitglied des Repräsentantenhauses, Senator, Gouverneur von Ohio
- 1947: Rita Kühne, deutsche Leichtathletin
- 1947: Jörg Swoboda, deutscher Geistlicher
- 1947: Joachim Vobbe, deutscher Geistlicher, Bischof der Alt-Katholischen Kirche in Deutschland
- 1948: František Lobkowicz, tschechischer Geistlicher, Bischof von Ostrau-Troppau
- 1948: Giuseppe Impastato, italienischer Politiker und Anti-Mafia-Kämpfer, Mordopfer
- 1948: Gloria Simonetti, chilenische Sängerin
- 1948: Mehtab Singh, indischer Boxer
- 1949: Erich Buck, deutscher Eiskunstläufer
- 1949: Wilhelmenia Fernandez, US-amerikanische Sopranistin
- 1949: Gerd Puls, deutscher Schriftsteller, Maler und Grafiker
- 1949: Klaus-Dieter Bieler, deutscher Leichtathlet
- 1950: Jakob Brunnschweiler, Schweizer Politiker, Regierungsrat

#### 1951–1975
- 1951: Manfred Oppermann, deutscher Politiker, MdBB

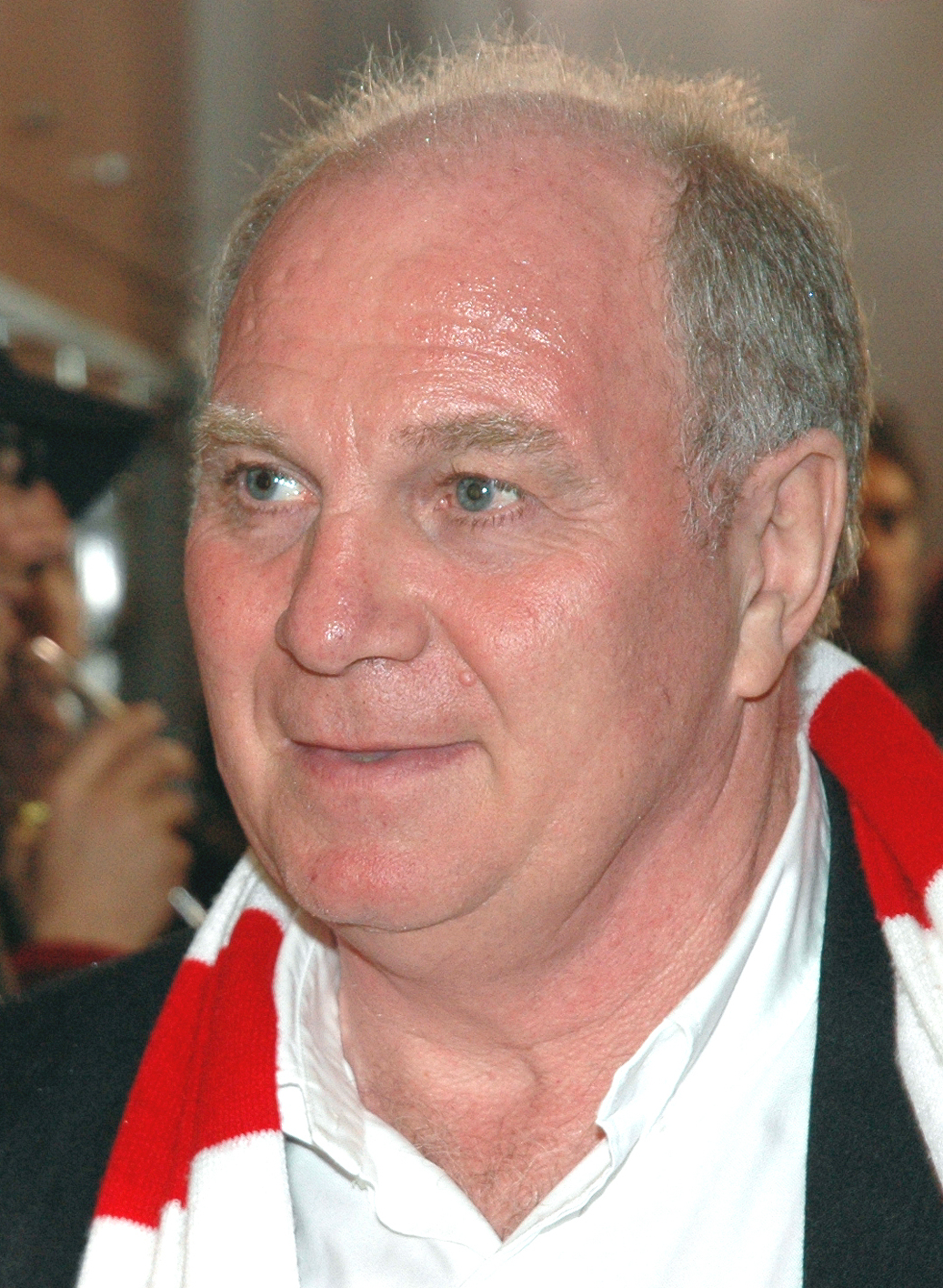
Uli Hoeneß (* 1952)

- 1952: Uli Hoeneß, deutscher Fußballspieler, Unternehmer und Sportfunktionär
- 1952: Michèle Jacot, französische Skirennläuferin
- 1952: Leif Øgaard, norwegischer Schachspieler
- 1953: Kurt Gäble, deutscher Komponist und Arrangeur
- 1953: Pamela Sue Martin, US-amerikanische Schauspielerin
- 1953: George Tenet, US-amerikanischer Regierungsbeamter, Direktor der CIA
- 1954: Roland Appel, deutscher Politiker und Unternehmer, MdL
- 1954: Alex English, US-amerikanischer Basketballspieler
- 1954: László Krasznahorkai, ungarischer Schriftsteller
- 1954: Peter Seiffert, deutscher Opernsänger (Tenor)
- 1955: Veljko Milanković, serbischer Soldat, Führer der militärischen Einheit Vukovi sa Vučjaka
- 1955: Eriko Watanabe, japanische Schauspielerin, Theaterleiterin und Dramatikerin
- 1956: James Lofton, US-amerikanischer American-Football-Spieler

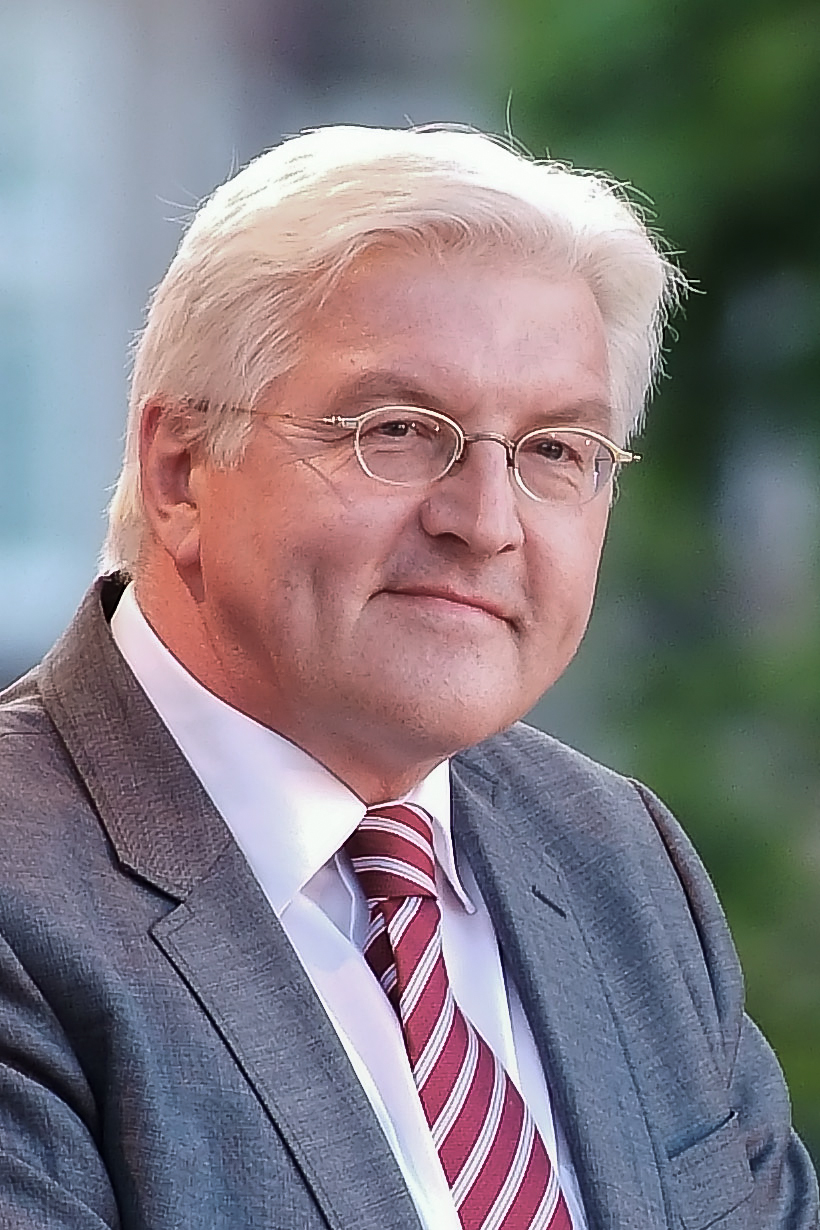
Frank-Walter Steinmeier (* 1956)

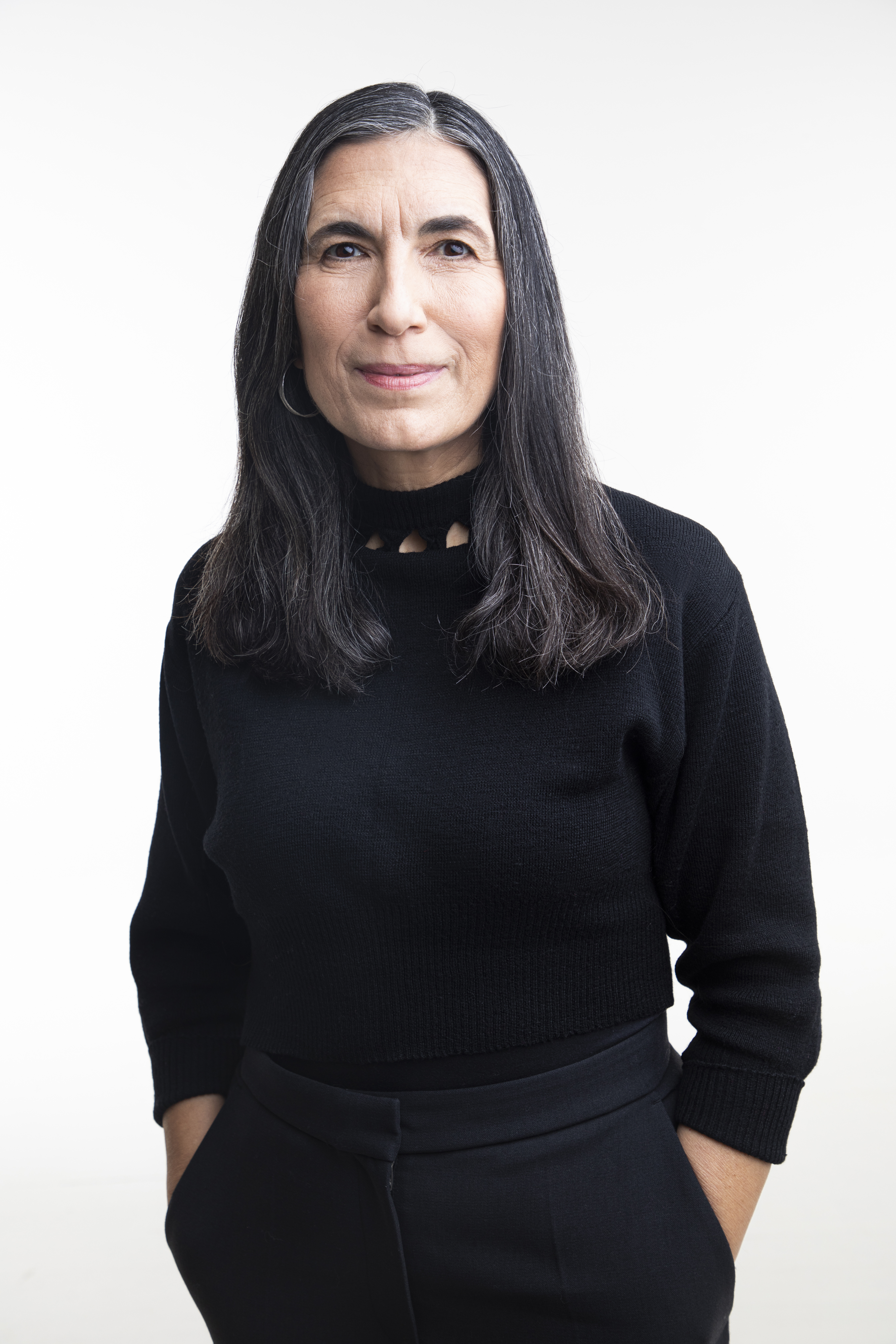
Selmin Çalışkan (* 1967)

- 1956: Frank-Walter Steinmeier, deutscher Jurist und Politiker, Bundesminister, MdB, Bundespräsident
- 1957: Karl Allgöwer, deutscher Fußballspieler
- 1957: Srećko Bogdan, kroatischer Fußballspieler und -trainer
- 1957: Gerd Köster, deutscher Sänger
- 1958: Notburga Astleitner, österreichische Politikerin, Bundesrätin, LAbg
- 1958: Danny Atar, israelischer Politiker
- 1958: Gabriela Cárdeñas, peruanische Volleyballspielerin
- 1958: Monica Guerritore, italienische Schauspielerin
- 1959: Clancy Brown, US-amerikanischer Schauspieler
- 1959: Helmut Steiger, deutscher Eishockeyspieler,
- 1960ː Erika Lagerbielke, schwedische Glasdesignerin und Professorin für Glasdesign
- 1960: Bettina Tietjen, deutsche Fernsehmoderatorin
- 1960: Hans Stanggassinger, deutscher Rennrodler
- 1960: Glenn Strömberg, schwedischer Fußballspieler
- 1960: Øivind Hånes, norwegischer Schriftsteller
- 1961: Paul Ingendaay, deutscher Schriftsteller, Journalist, Literaturkritiker und -wissenschaftler
- 1961: Henriette Müller, deutsche Saxophonistin
- 1962: Carmine Abbagnale, italienischer Ruderer
- 1962: Suzy Amis, US-amerikanische Filmschauspielerin und Fotomodell
- 1963: Witali Grossmann, deutsch-kasachischer Eishockeyspieler
- 1963: Ralf Loose, deutscher Fußballtrainer
- 1964: Evi Grünenwald-Reimer, Schweizer Schachspielerin
- 1964: Miloš Pavlović, serbischer Schachspieler
- 1964: Joachim Spatz, deutscher Politiker, MdL, MdB
- 1965: Vinnie Jones, britischer Fußballspieler und Schauspieler
- 1965: Patrik Sjöberg, schwedischer Leichtathlet
- 1965: Rick Tuten, US-amerikanischer American-Football-Spieler
- 1966: Héctor Baldassi, argentinischer Fußballschiedsrichter
- 1966: René Sutter, Schweizer Fußballspieler
- 1967ː Selmin Çalışkan, deutsche Generalsekretärin der deutschen Sektion von Amnesty International, Frauenrechtlerin
- 1967: David Donohue, US-amerikanischer Automobilrennfahrer
- 1967: Joe Flanigan, US-amerikanischer Schauspieler
- 1967: Hilke Petersen, deutsche Fernsehmoderatorin
- 1967: Rodrigo Pulpeiro, argentinischer Kameramann und Regisseur

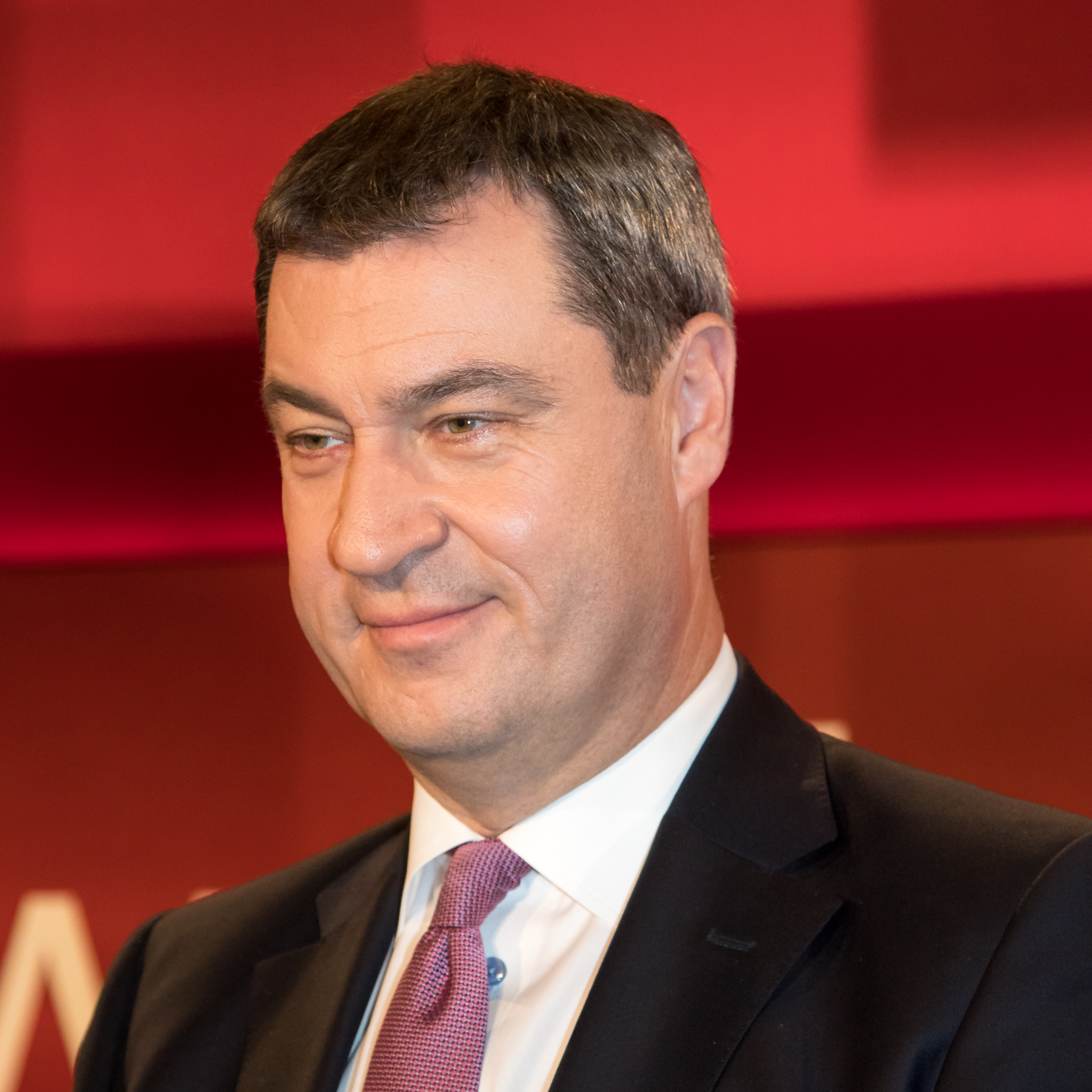
Markus Söder (* 1967)

- 1967: Markus Söder, deutscher Politiker, MdL, Landesminister, Ministerpräsident von Bayern, CSU-Vorsitzender
- 1967: Jens Zimmermann, deutscher Sportschütze
- 1968: Adel Mohamed al-Jabrin, saudi-arabischer Bogenschütze
- 1968: Ali Atalan, deutsch-türkischer Politiker, MdL
- 1968: Giorgi Baramidse, georgischer Politiker, Minister
- 1968: DJ BoBo, Schweizer DJ und Popmusiker
- 1968: Andrzej Gołota, polnischer Schwergewichtsboxer,
- 1968: Paul McGillion, kanadischer Schauspieler
- 1969: Petra Behle, deutsche Biathletin
- 1969: Chuck Campbell, kanadischer Schauspieler
- 1969: Alexander Fuhr, deutscher Politiker, MdL
- 1969: Heather Paige Kent, US-amerikanische Schauspielerin
- 1969: Katja Kessler, deutsche Journalistin und Autorin

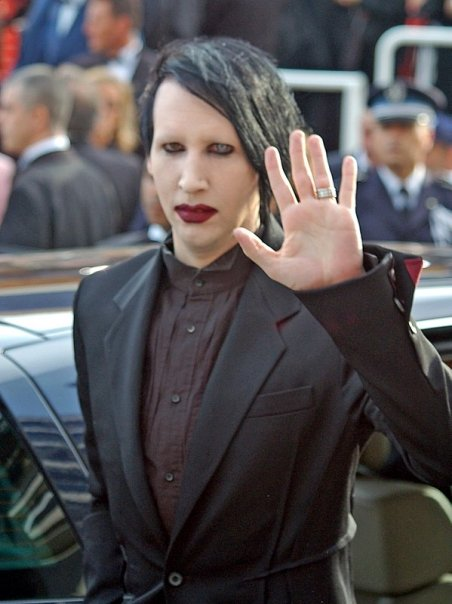
Marilyn Manson (* 1969)

- 1969: Marilyn Manson, US-amerikanischer Musiker
- 1969: Shaun Micheel, US-amerikanischer Profigolfer
- 1970: David Adams, südafrikanischer Tennisspieler
- 1970: Jesper Bodilsen, dänischer Jazzbassist
- 1970ː Eva Borušovičová, slowakische Filmregisseurin
- 1970: Elfriede Eder, österreichische Skirennläuferin
- 1970: Ylva Nowén, schwedische Skirennläuferin
- 1970: Jens Todt, deutscher Fußballspieler und Journalist
- 1970: Wladimir Tschagin, russischer Rallye-Raid-Fahrer
- 1970: Troy Van Leeuwen, US-amerikanischer Musiker
- 1971: Chris-Carol Bremer, deutscher Schwimmer
- 1971: Manuela Goller, deutsche Fußballspielerin
- 1971: Iō Kuroda, japanischer Manga-Zeichner
- 1971: Heinz Kuttin, österreichischer Skispringer und -trainer
- 1972: Steffen Baumgart, deutscher Fußballspieler
- 1972: Ulrik Kirkely, dänischer Handballspieler und -trainer
- 1972: Nikki Nova, US-amerikanische Schauspielerin, Stripperin und Fotomodell
- 1972: Sakis Rouvas, griechischer Sänger

- 1972: Sasha, deutscher Popsänger

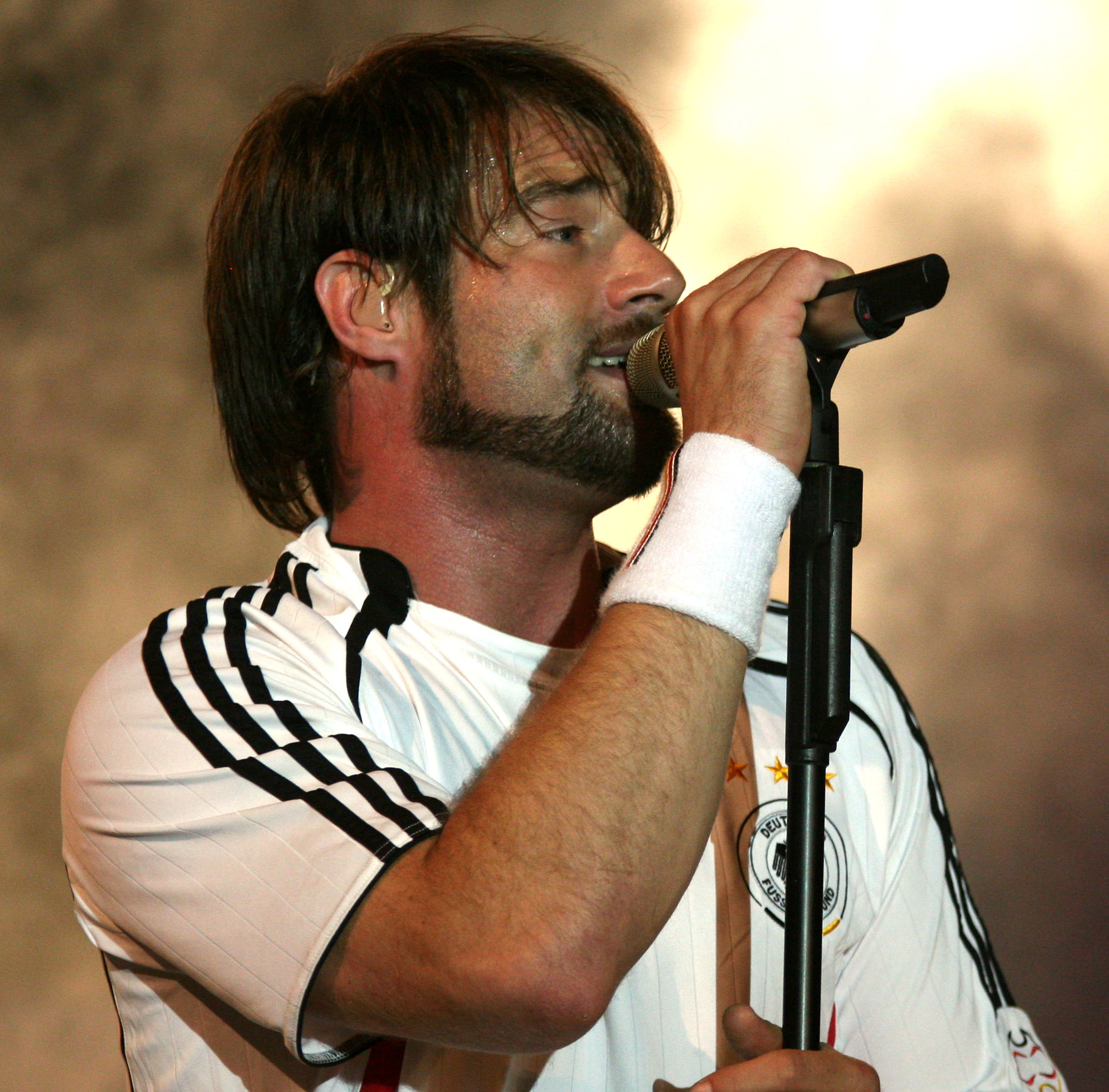
Sasha (* 1972)

- 1972: Andrei Sintschenko, russischer Radrennfahrer
- 1972: Dmitri Nikolajewitsch Torgowanow, russischer Handballspieler
- 1972: Vincent Vosse, belgischer Automobilrennfahrer
- 1973: Robert Babicz, deutscher Acid-Techno-Musiker
- 1973: Uday Chopra, indischer Schauspieler
- 1973: Ian Marko Fog, dänischer Handballspieler
- 1973: Kader Loth, deutsches Fotomodell, Moderatorin und Popsängerin
- 1975: Bradley Cooper, US-amerikanischer Schauspieler

#### 1976–2000
- 1976: Pia Ampaw, deutsche Schauspielerin und Fernsehmoderatorin
- 1976: Severin Lüthi, Schweizer Tennisspieler und Trainer
- 1976: Diego Tristán, spanischer Fußballspieler
- 1976: Matthew Wachter, US-amerikanischer Bassist

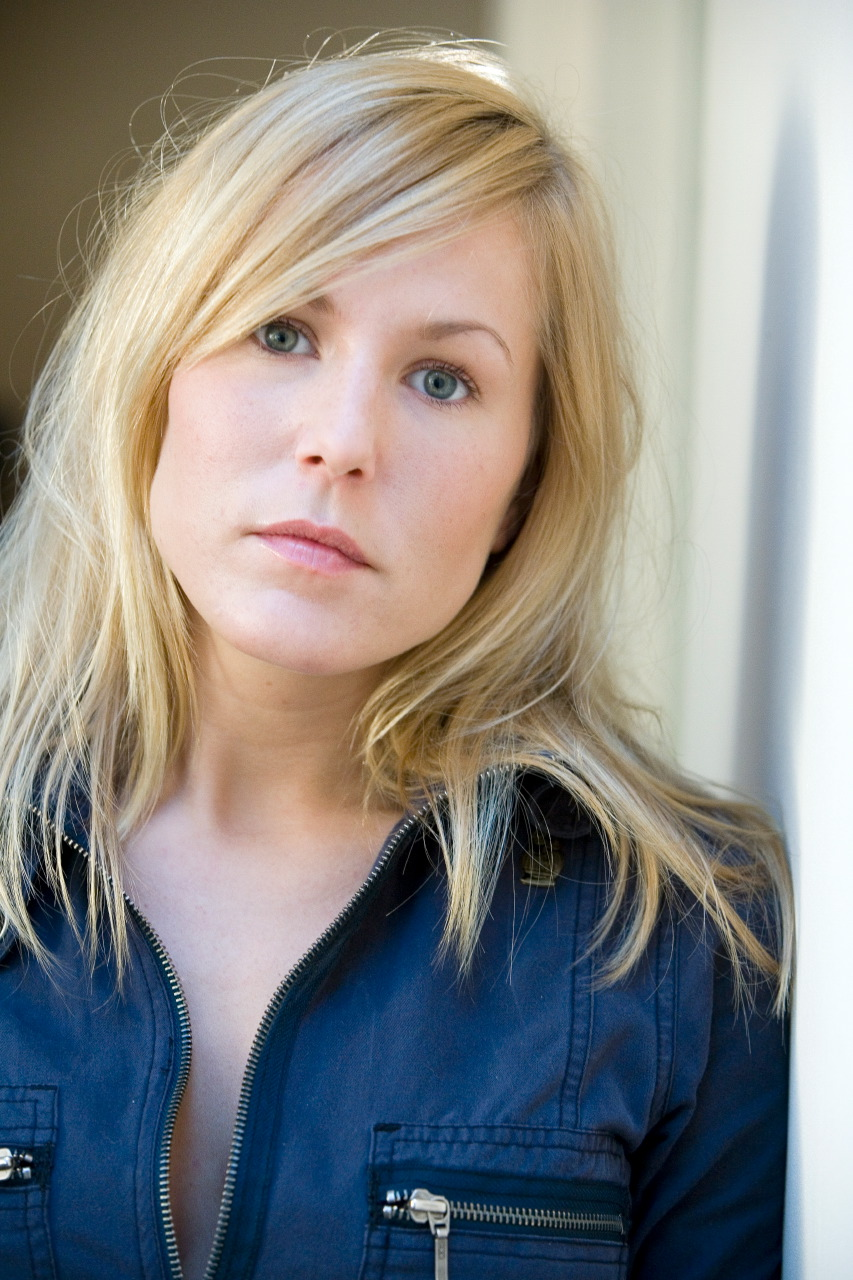
Hadewych Minis (* 1977)

- 1977: Hadewych Minis, niederländische Schauspielerin und Sängerin
- 1978: Emilia, schwedische Sängerin
- 1978: Sabrina Harman, US-amerikanische Soldatin, Kriegsverbrecherin
- 1978: Thomas Jöbstl, österreichischer Hornist
- 1978: January Jones, US-amerikanische Schauspielerin
- 1978: Stephen Lee, australischer Shorttrack-Läufer
- 1978: Franck Montagny, französischer Automobilrennfahrer
- 1978: America Olivo, US-amerikanische Schauspielerin und Musikerin
- 1978: Markus Pöttinger, deutscher Eishockeyspieler
- 1978: Anke Wischnewski, deutsche Rennrodlerin
- 1978: Tim Wolff, deutscher Satiriker und Journalist
- 1979: Giuseppe Gibilisco, italienischer Stabhochspringer
- 1979: Håvard Klemetsen, norwegischer Nordischer Kombinierer
- 1979: David Kopp, deutscher Radrennfahrer
- 1979: Blanca Soto, mexikanische Schauspielerin
- 1979: Inna Jewgenjewna Suslina, russische Handballspielerin
- 1980: Srđan Andrić, kroatischer Fußballspieler
- 1980: Kamber Arslan, türkischer Fußballspieler
- 1980: Sebastian Deisler, deutscher Fußballspieler

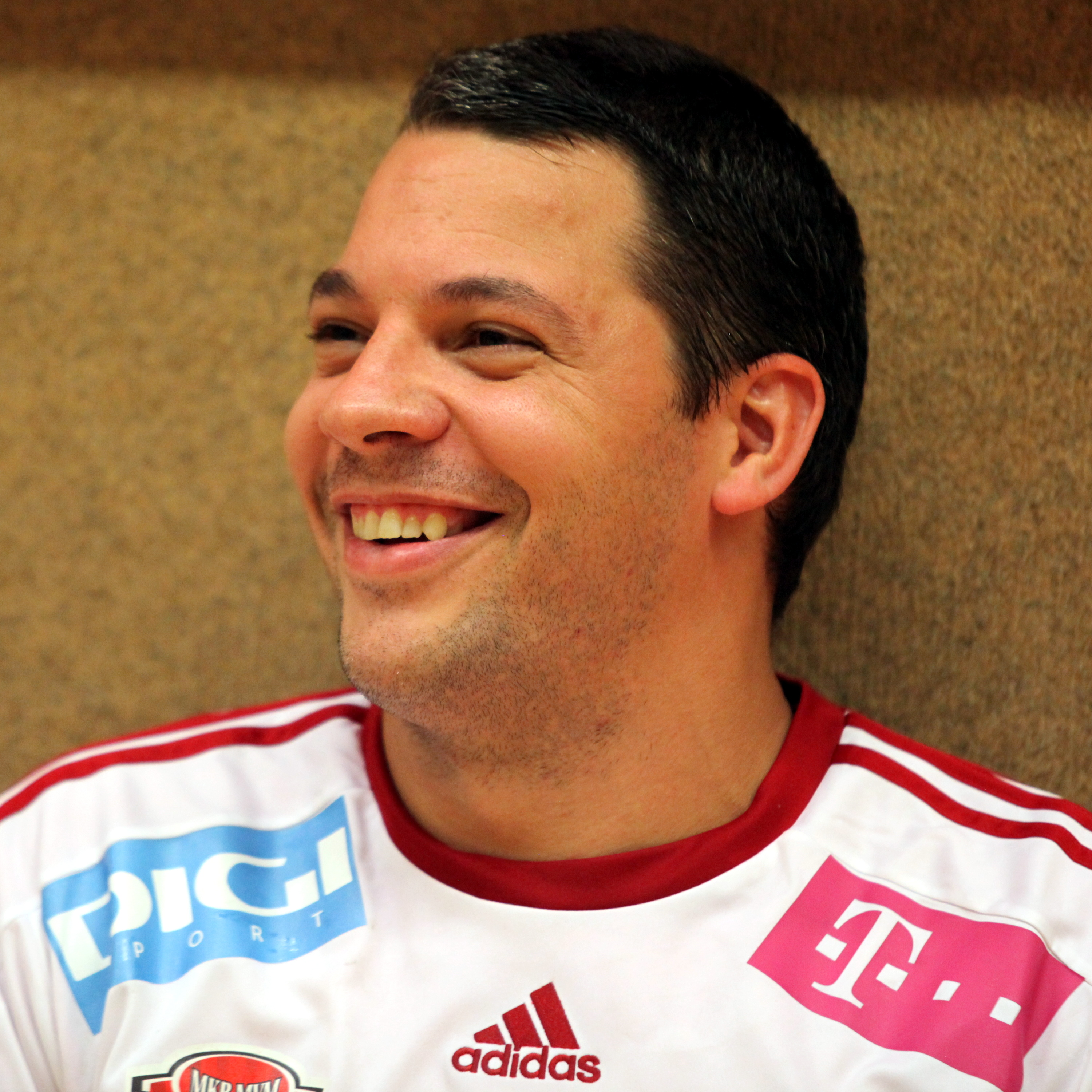
Chema Rodríguez (* 1980)

- 1980: Chema Rodríguez, spanischer Handballspieler und -trainer
- 1980: Santiago Ventura, spanischer Tennisspieler
- 1981: Deadmau5, kanadischer Musikproduzent
- 1981: Matthias Rauh, deutscher Handballspieler
- 1982: Luca Ansoldi, italienischer Eishockeyspieler
- 1982: Karel Geraerts, belgischer Fußballspieler
- 1982: Janica Kostelić, kroatische Skirennläuferin
- 1982: Anastassija Pidpalowa, ukrainische Handballspielerin
- 1982: Jaroslav Plašil, tschechischer Fußballspieler
- 1982: Benoît Vaugrenard, französischer Radrennfahrer

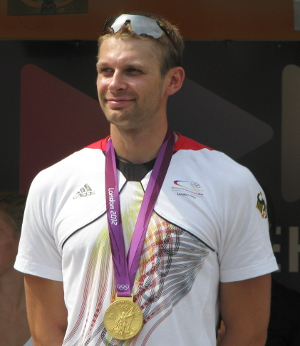
Filip Adamski (* 1983)

- 1983: Filip Adamski, deutscher Ruderer
- 1983: Dawit Kewchischwili, georgischer Judoka
- 1983: Ken Leemans, belgischer Fußballspieler
- 1983: Marlon Roudette, britischer Musiker
- 1984: Derrick Atkins, bahamaischer Leichtathlet
- 1984: Jytte-Merle Böhrnsen, deutsche Schauspielerin
- 1984: Ikechukwu Uche, nigerianischer Fußballspieler
- 1985: Michael Cuccione, kanadischer Filmschauspieler und Musiker
- 1985: Fabienne Suter, Schweizer Skirennfahrerin
- 1986: Wiktorija Borschtschenko, ukrainische Handballspielerin
- 1986: Carl-Robert Holmer-Kårell, schwedischer Schauspieler
- 1987: Radoslav Augustín, slowakischer Fußballspieler
- 1987: Icke Dommisch, deutscher Fernsehmoderator
- 1988: Azizulhasni Awang, malaysischer Bahnradsportler
- 1988: Paluten, deutscher Webvideoproduzent

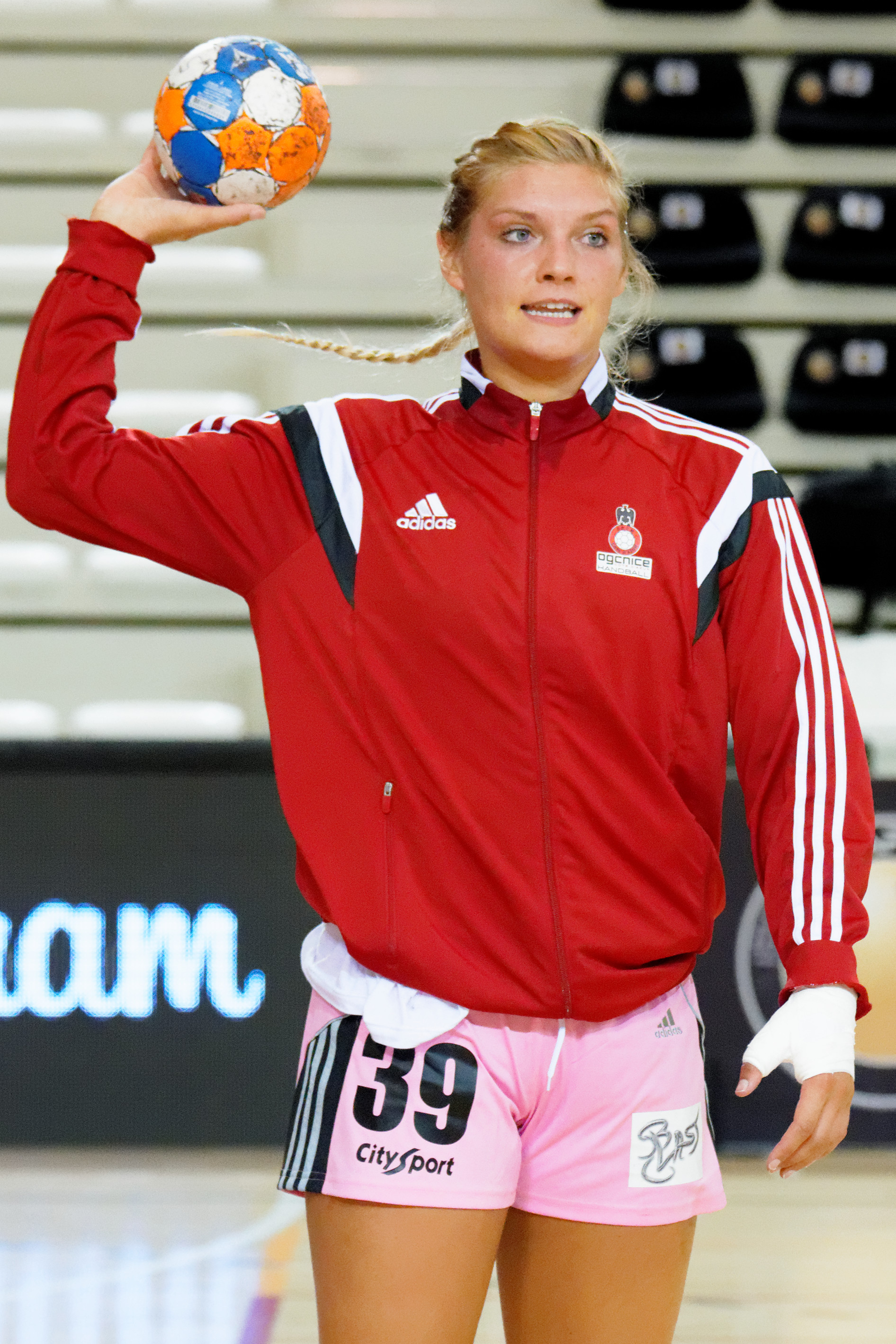
Arna Sif Pálsdóttir (* 1988)

- 1988: Arna Sif Pálsdóttir, isländische Handballspielerin
- 1988: Miroslav Raduljica, serbischer Basketballspieler
- 1989: Clara Cleymans, belgische Schauspielerin
- 1989: Michael C. Fox, britischer Schauspieler und Musiker
- 1989: Andy Hebler, deutscher Fußballspieler
- 1989: Yasin Pehlivan, österreichischer Fußballspieler
- 1990: Leroy Fer, niederländischer Fußballspieler
- 1990: Thomas Leberfinger, deutscher Fußballspieler
- 1991: Odile Ahouanwanou, beninische Leichtathletin
- 1991: Rahel Kiwic, Schweizer Fußballspielerin
- 1991: Laura Tashina, deutsche Schauspielerin
- 1992: Afriyie Acquah, ghanaischer Fußballspieler
- 1992: Nils Eichenberger, deutscher Handballspieler
- 1992: Naonobu Fujii, japanischer Volleyballspieler

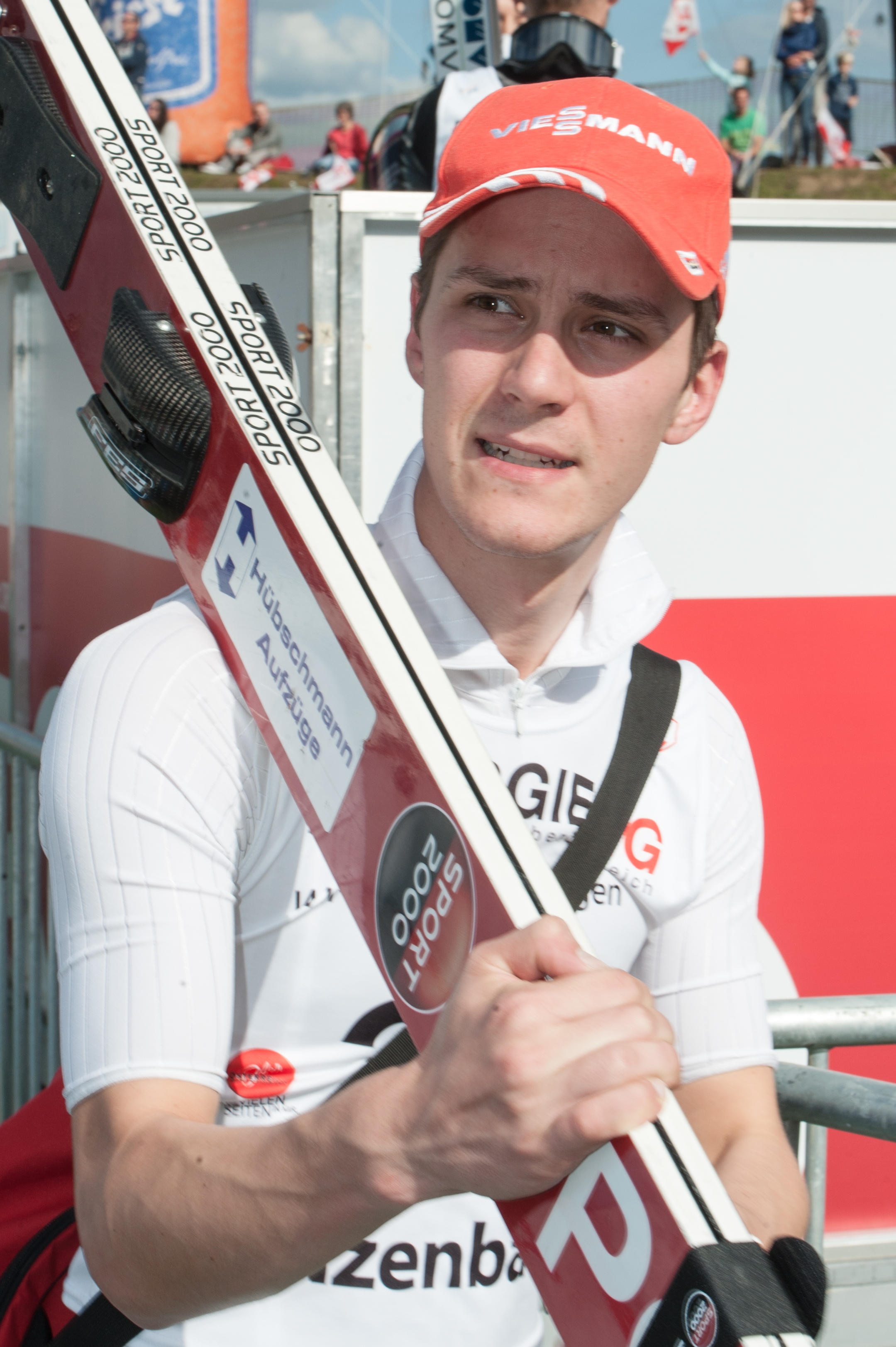
Stephan Leyhe (* 1992)

- 1992: Stephan Leyhe, deutscher Skispringer
- 1992: Suki Waterhouse, britische Schauspielerin, Sängerin und Model
- 1993: Jennifer Ågren, schwedische Taekwondoin
- 1993: Jolanda Neff, Schweizer Mountainbikefahrerin
- 1993: Fynn Ranke, deutscher Handballspieler
- 1993: Stefan Rzadzinski, kanadischer Automobilrennfahrer
- 1995: Meindert van Buuren jr., niederländischer Automobilrennfahrer
- 1995: Maximilian Güll, deutscher Fußballspieler
- 1995: Jordan Orr, US-amerikanischer Filmschauspieler
- 1996: Max Baldry, britischer Schauspieler
- 1996: Emma Bolger, irische Schauspielerin
- 1997: Jesús Vallejo, spanischer Fußballspieler
- 1999: Atakan Akkaynak, deutsch-türkischer Fußballspieler
- 1999: Margaret Cremen, irische Ruderin
- 1999: Berkin Elvan, türkisches Opfer von Polizeigewalt
- 1999: Marthe Kråkstad Johansen, norwegische Biathletin
- 2000: Yari Montella, italienischer Motorradrennfahrer
- 2000: David Zec, slowenischer Fußballspieler

### 21. Jahrhundert
- 2001: Xavier Amaechi, englischer Fußballspieler
- 2001: Anna Gandler, österreichische Biathletin
- 2001: Ellis Simms, englischer Fußballspieler
- 2001: Henry To'oTo'o, US-amerikanischer American-Football-Spieler
- 2006: Nikolaus Wurmbrand, österreichischer Fußballspieler
- 2009: Mychajlo Larkow, ukrainischer Billardspieler

## Gestorben

### Vor dem 16. Jahrhundert
- 0842: al-Mu'tasim bi-'llāh, Kalif der Abbasiden
- 0868: Conuvoion, bretonischer Geistlicher, erster Abt von Redon, Heiliger
- 1017: Friedrich I. von Wettin, Graf von Eilenburg und im Gau Quezizi
- 1066: Eduard der Bekenner, König von England
- 1173: Bolesław IV., Herzog von Masowien und Polen
- 1183: Ibn Baschkuwāl, andalusischer Historiker
- 1272: John de Grey, englischer Adliger und Rebell
- 1286: Dschingkim, Sohn von Kublai Khan und Kronprinz des mongolischen Großkhanats
- 1300: Wok I. von Krumau, böhmischer Adeliger
- 1332: Heinrich II. von Virneburg, Erzbischof von Köln
- 1343: Johann IV. von Dražice, Bischof von Prag
- 1377: Bertram Cremon, Bischof von Lübeck
- 1382: Philippa Plantagenet, 5. Countess of Ulster, englische Adelige
- 1430: Philippa von England, englische Adlige, Königin von Dänemark, Norwegen und Schweden
- 1441: Johann II. von Luxemburg, Graf von Guise und Ligny

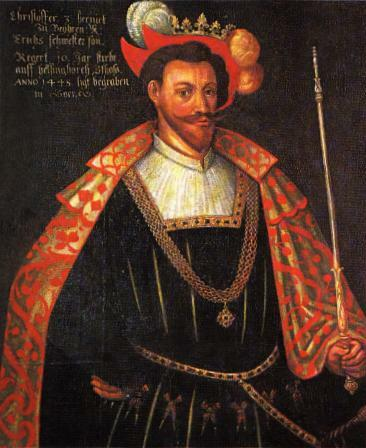
Christoph III. († 1448)

- 1448: Christoph III., König von Dänemark, Norwegen und Schweden
- 1451: Friedrich zu Rhein, Fürstbischof von Basel
- 1465: Charles de Valois, französischer Adliger, Lyriker, Herzog von Orléans
- 1477: Karl der Kühne, letzter Herzog von Burgund
- 1480: Jakob von Lichtenberg, Vogt von Straßburg, letzter Herr von Lichtenberg
- 1489: Martin Truchsess von Wetzhausen, Hochmeister des Deutschen Ordens

### 16. und 17. Jahrhundert
- 1510: Johannes Nauclerus, deutscher Gelehrter, erster Rektor der Universität Tübingen
- 1517: Francesco Francia, italienischer Maler, Goldschmied und Bildhauer, Begründer der Bologneser Schule der Malerei
- 1524: Marko Marulić, kroatischer Dichter und Humanist
- 1527: Felix Manz, Schweizer Geistlicher, Führer der Täuferbewegung, Märtyrer
- 1541: Philipp von der Pfalz, Bischof von Freising und Naumburg
- 1547: Johann Heß, deutscher lutherischer Theologe und Reformator
- 1578: Giulio Clovio, italienischer Miniaturmaler
- 1589: Caterina de’ Medici, Königin von Frankreich
- 1592: Wilhelm der Reiche, Herzog von Jülich, Kleve und Berg
- 1625: Simon Marius, deutscher Astronom
- 1643: Juan Bautista Comes, spanischer Komponist und Kapellmeister
- 1650: Heinrich Schlik zu Bassano und Weißkirchen, kaiserlicher Feldmarschall und Hofkriegsratspräsident
- 1672: Men-Fort Gabriel, Schweizer Geistlicher
- 1674: Ebba Brahe, schwedische Hofdame und Geschäftsfrau
- 1685: Herman Saftleven, niederländischer Maler

### 18. Jahrhundert
- 1701: Louis François Le Tellier, Marquis de Barbezieux, französischer Kriegsminister
- 1705: Georg Christoph Eimmart, Nürnberger Astronom, Mathematiker und Kupferstecher
- 1724: Polycarp Marci, deutscher Jurist und Librettist
- 1727: Giovanni Antonio Burrini, italienischer Maler
- 1735: Carlo Ruzzini, Doge von Venedig
- 1740: Antonio Lotti, italienischer Komponist
- 1753: Andreas Jakob von Dietrichstein, Fürsterzbischof von Salzburg
- 1759: Thomas Philippe Wallrad d’Hénin-Liétard d’Alsace-Boussu de Chimay, flämischer Geistlicher, Erzbischof von Mecheln, Kardinal
- 1760: Reinhold Rücker Angerstein, schwedischer Metallurg, Beamter und Unternehmer
- 1762: Elisabeth, Zarin von Russland
- 1773: Jan Adam Gallina, tschechischer Komponist.
- 1776: Philipp Ludwig Statius Müller, deutscher Zoologe
- 1788: Charles-Augustin de Ferriol d’Argental, französischer Verwalter und Botschafter
- 1788: Johann Schneider, deutscher Komponist, Organist und Geiger
- 1789: Christian Andreas Cothenius, deutscher Arzt
- 1790: Jacob Christian Schäffer, sächsischer Geistlicher, Extraordinarius, Wissenschaftler und Erfinder
- 1795: Philipp Gotthard von Schaffgotsch, Fürstbischof von Breslau
- 1796: Samuel Huntington, Jurist und politischer Führer im Amerikanischen Unabhängigkeitskrieg
- 1796: Anna Barbara Reinhart, Schweizer Mathematikerin
- 1800: Ferdinand Woldrzich von Ehrenfreund, böhmischer Jurist und Hochschullehrer

### 19. Jahrhundert
- 1806: Christian Friedrich Karl Alexander, Markgraf von Bayreuth
- 1808: Alexei Orlow, russischer Admiral, Bruder von Grigori Orlow
- 1808: Christian Gottlieb Seydlitz, deutscher Physiker und Logiker
- 1815: Anton Wilhelm von L’Estocq, preußischer General
- 1816: George Prevost, britischer Offizier und Diplomat, Gouverneur von St. Lucia und Dominica, Generalgouverneur von Kanada
- 1821: Antoni Stolpe, polnischer Komponist, Pianist, Dirigent und Musikpädagoge
- 1822: Albrecht Georg Walch, deutscher Pädagoge
- 1823: Carl August Ragotzky, deutscher evangelischer Geistlicher
- 1825: Albrecht Wilhelm von Pannwitz, preußischer Landrat
- 1825: Christian Moritz Pauli, deutscher Pädagoge und Sprachwissenschaftler
- 1825: Joseph Benedikt von Thurn-Valsassina, deutscher katholischer Geistlicher
- 1827: Frederick Augustus, Duke of York and Albany, britischer Prinz und Feldmarschall, letzter Fürstbischof von Osnabrück
- 1828: Kobayashi Issa, japanischer Haiku-Dichter
- 1834: Adam Simons, niederländischer Theologe, Dichter, Rhetoriker und Historiker
- 1836: Johann Viktor Gruol der Ältere, deutscher Orgelbauer
- 1837: Karl Ferdinand Friese, preußischer Staatssekretär, Präsident der Preußischen Hauptbank
- 1838: Maria Cosway, englisch-italienische Malerin
- 1846: Friedrich Jonas Beschort, deutscher Sänger und Schauspieler
- 1848: Gottlieb Kiessling, deutscher Pädagoge und Altphilologe
- 1848: Ferdinando Orlandi, italienischer Komponist
- 1852: Gabriel Ferry, französischer Schriftsteller
- 1854: Gottschalk Eduard Guhrauer, deutscher Literaturhistoriker
- 1856: Pierre Jean David d’Angers, französischer Bildhauer
- 1857: Joseph Ignaz Ritter, deutscher Theologe und Kirchenhistoriker

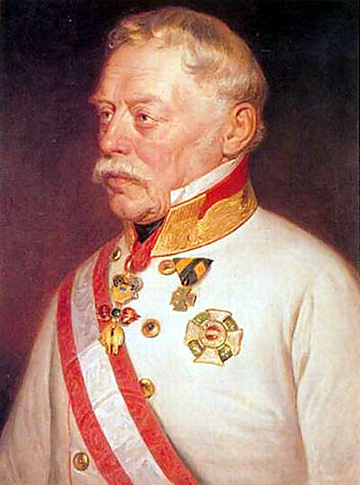
Josef Graf Radetzky († 1858)

- 1858: Josef Wenzel Radetzky von Radetz, österreichischer Heerführer, Feldmarschall, Generalgouverneur von Lombardo-Venetien
- 1860: Johann Nepomuk Neumann, US-amerikanischer Geistlicher böhmisch-deutscher Herkunft, Bischof von Philadelphia, Heiliger
- 1861: Heinrich Alexander von Arnim, preußischer Staatsmann, Minister, MdL
- 1863: Johann Wilhelm Zinkeisen, deutscher Historiker
- 1864: Alois Schertzinger, deutscher Mitbegründer von Sarata/Bessarabien
- 1875: Hermann Wilhelm Bödeker, evangelischer Pastor
- 1881: Hippolyte Auger, französischer Romanschriftsteller und Theaterdichter
- 1884: Eduard Lasker, preußischer Politiker und Jurist, MdL
- 1885: Adolf von Auersperg, österreichischer Politiker, Ministerpräsident von Cisleithanien
- 1885: Carl Gottlieb Elsässer, australischer Komponist und Musikpädagoge
- 1886: Lazarus Adler, Landesrabbiner von Hessen-Nassau und Schriftsteller

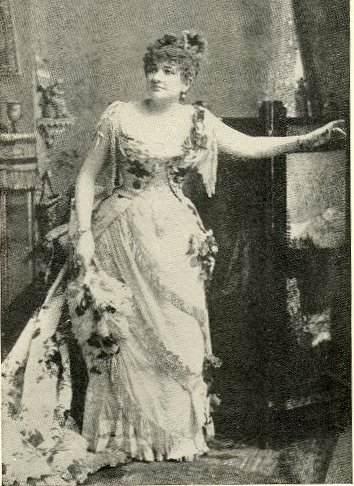
Emma Abbott († 1891)

- 1891: Emma Abbott, US-amerikanische Opernsängerin
- 1892: Fritz Eunike, deutscher Offizier
- 1893: Tommaso Agudio, italienischer Ingenieur
- 1895: Auguste Jaccard Schweizer Geologe und Paläontologe
- 1896: Anton Philipp Reclam, deutscher Verleger und Buchhändler
- 1897: George Whiting Flagg, US-amerikanischer Maler
- 1899: Albert Schultz-Lupitz, deutscher Agrarwissenschaftler
- 1900: Henry Tracey Coxwell, englischer Ballonfahrer

### 20. Jahrhundert

#### 1901–1950
- 1901: Karl Alexander, Großherzog von Sachsen-Weimar-Eisenach
- 1903: Karl Rath, deutscher Politiker, württembergischer Landtagsabgeordneter
- 1904: George Francis Train, US-amerikanischer Autor
- 1905: Rudolf Koller, Schweizer Maler
- 1905: Hermann von Vietinghoff, preußisch-deutscher Generalleutnant
- 1906: Clemens de Lassaulx, deutscher Forstmann
- 1908: Josef von Mering, deutscher Mediziner

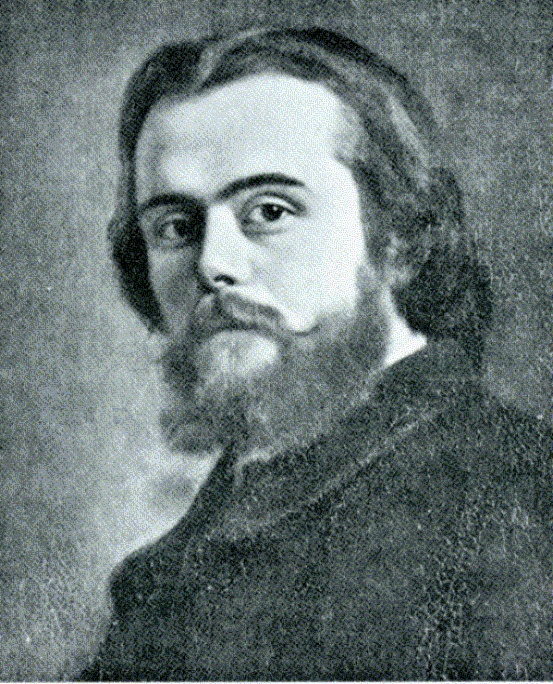
Léon Walras († 1910)

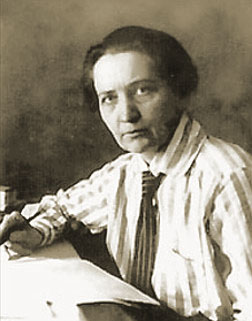
Jewgenija Bosch († 1925)

- 1910: Léon Walras, französischer Volkswirt
- 1913: Louis Paul Cailletet, französischer Physiker
- 1914: Gustav Ruhland, deutscher Nationalökonom
- 1915: Annie Adams Fields, US-amerikanische Schriftstellerin
- 1919: Matsui Sumako, japanische Schauspielerin
- 1921: Adolf Appellöf, schwedischer Zoologe
- 1922: Ernest Shackleton, britischer Polarforscher
- 1923: Boris Ljoskin, sowjetischer bzw. US-amerikanischer Schauspieler
- 1923: Adam Müller-Guttenbrunn, österreichischer Schriftsteller und Theaterdirektor
- 1923: Heinrich Rattermann, deutsch-US-amerikanischer Schriftsteller und Herausgeber
- 1924: Kerstin Cardon, schwedische Malerin
- 1924: Wilhelm Steinhausen, deutscher Maler
- 1925ː Jewgenija Bogdanowna Bosch, deutschstämmige Funktionärin der Sozialdemokratischen Arbeiterpartei Russlands
- 1925: Conradine Stinde, deutsche Autorin
- 1926: Viktor Bendix, dänischer Komponist, Pianist und Dirigent
- 1926: Edward Granville Browne, britischer Orientalist
- 1929: Karl Karafiat, böhmischer Geistlicher, Denkmalpfleger und Heimatforscher
- 1930: Ludwig Claisen, deutscher Chemiker
- 1930: Arnold Middendorf, Offizial in Köln und Dompropst
- 1933: Barry Conners, US-amerikanischer Schauspieler, Dramatiker und Drehbuchautor
- 1933: Calvin Coolidge, 30. Präsident der USA, Vizepräsident, Gouverneur von Massachusetts
- 1933: Johannes Poggenburg, deutscher römisch-katholischer Bischof von Münster
- 1935: Siegfried Schneider, deutscher Autor und Franziskaner (Krippenpater)
- 1938: Karel Baxa, tschechischer Rechtsanwalt und Politiker, erster Bürgermeister Prags
- 1938: Karl Scharfenberg, deutscher Eisenbahningenieur
- 1940: Anna Csillag, ungarische Unternehmerin
- 1941: Amy Johnson, britische Pilotin
- 1942: Wladimir Nikolajewitsch Andronnikow, russischer Revolutionär, sowjetischer Politiker und Staatsmann
- 1942: Wilhelm Teudt, deutscher Laienforscher
- 1945: Hans Christiansen, deutscher Maler und Kunsthandwerker

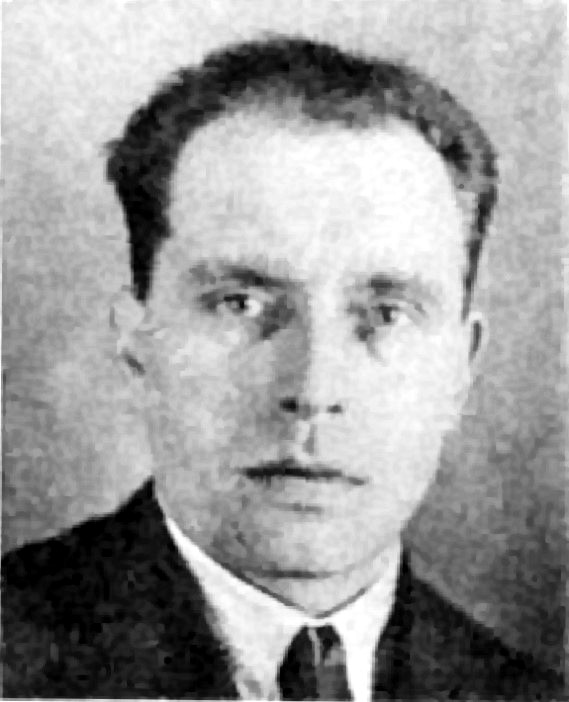
Julius Leber († 1945)

- 1945: Julius Leber, deutscher Widerstandskämpfer und Politiker, MdR
- 1946: Eduardo Brito, dominikanischer Opern- und Zarzuelasänger (Bariton)
- 1947: Charles Schlee, US-amerikanischer Radrennfahrer
- 1950: Herbert Bellmer, deutscher Lehrer und Schriftsteller
- 1950: Oswald Bumke, deutscher Psychiater und Neurologe
- 1950: Eugène Flaud, französischer Automobilrennfahrer

#### 1951–2000
- 1951: Andrei Platonowitsch Platonow, russischer Schriftsteller
- 1955: Hans-Karl von Esebeck, deutscher General, Widerstandskämpfer des 20. Juli 1944

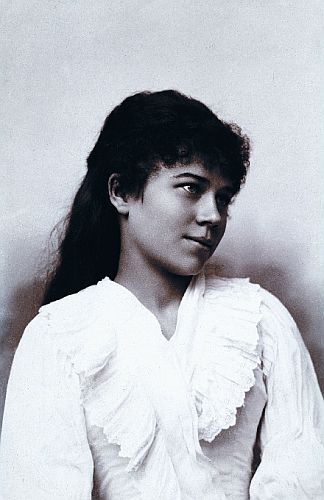
Gertrud Eysoldt († 1955)

- 1955: Gertrud Eysoldt, deutsche Schauspielerin und Regisseurin
- 1955: Jewgeni Wiktorowitsch Tarle (auch: Eugen Tarlé), sowjetischer Historiker
- 1955: Anton Wurzer, deutscher Mundartdichter
- 1957: Oldřich Duras, tschechoslowakischer Schachmeister
- 1958: Jack McCracken, US-amerikanischer Basketballspieler
- 1960: Fernand Gregh, französischer Schriftsteller und Literaturkritiker
- 1962: Ernst Arnold, österreichischer Komponist und Sänger
- 1962: Max Pohlenz, deutscher Altphilologe
- 1963: Hermann Heimerich, deutscher Politiker
- 1963: Adolf Weber, deutscher Nationalökonom
- 1965: Hans Chloupač, österreichischer Regierungsrat und Fossiliensammler
- 1965: Nell Craig, US-amerikanische Schauspielerin
- 1968: Karl Kobelt, Schweizer Politiker, Bundesrat
- 1969: Franz Theodor Csokor, österreichischer Schriftsteller

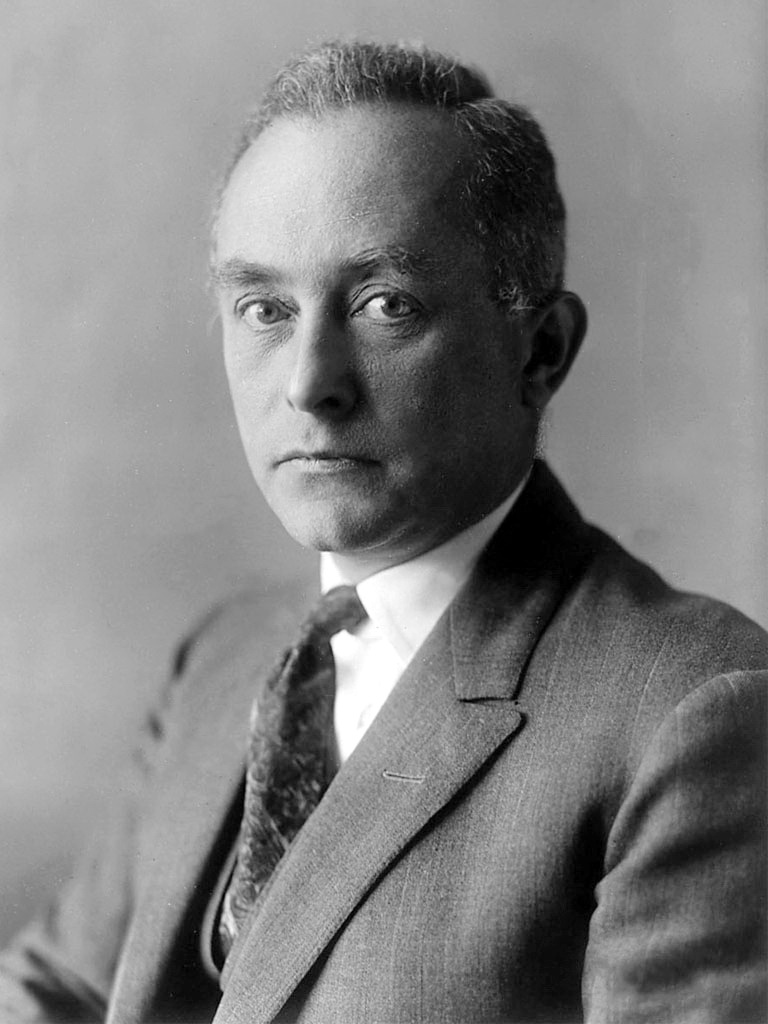
Max Born († 1970)

- 1970: Max Born, deutscher Mathematiker, Nobelpreisträger
- 1970: Robert Gerhard, spanischer Komponist
- 1970: Sylvie, französische Schauspielerin
- 1972: Isaak Berkowitsch, ukrainischer Komponist
- 1973: Albert Abicht, deutscher Landwirt und Politiker
- 1973: Paul-Alexandre Arnoux, französischer Schriftsteller
- 1973: Ernst Mengin, deutscher Philologe und Theologe
- 1974: Wolfgang Anheisser, deutscher Opernsänger
- 1974: Joseph Fassbender, deutscher Maler und Graphiker
- 1975: Gottlob Berger, deutscher SS-General, Chef des SS-Hauptamtes, Kriegsverbrecher
- 1975: Víctor Piñero, venezolanischer Sänger
- 1976: Mal Evans, britischer Roadmanager
- 1976: Gustav Geierhaas, deutscher Komponist
- 1977: Artur Adson, estnischer Dichter, Schriftsteller und Theaterkritiker
- 1977: Anton Anderluh, österreichischer Volksmusiksammler
- 1979: Charles Mingus, US-amerikanischer Jazz-Musiker
- 1981: Harold C. Urey, US-amerikanischer Chemiker

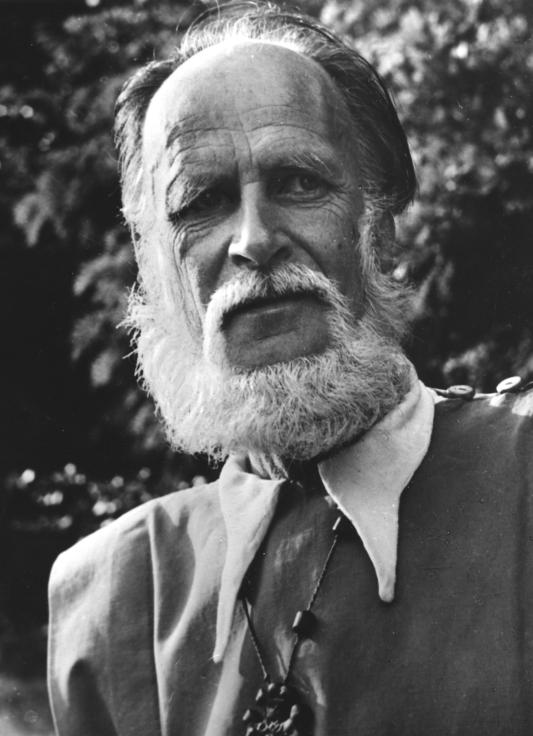
Lanza del Vasto († 1981)

- 1981: Lanza del Vasto, italienischer Philosoph und Dichter
- 1981: Fritz Walter, deutscher Sportfunktionär
- 1983: Hanns-Gero von Lindeiner, deutscher Forstmann, Jäger, Diplomat und Politiker
- 1983: Ubaldo Monico, Schweizer Pädagoge und Künstler
- 1983: Anton Sabel, deutscher Politiker, MdB
- 1985: Rudolf Anthes, deutscher Ägyptologe
- 1986: Ilmari Salminen, finnischer Leichtathlet
- 1987: Jesco von Puttkamer, deutscher Diplomat
- 1988: Pete Maravich, US-amerikanischer Basketballspieler
- 1989: Philip Herschkowitz, rumänisch-österreichisch-russischer Komponist und Musiktheoretiker

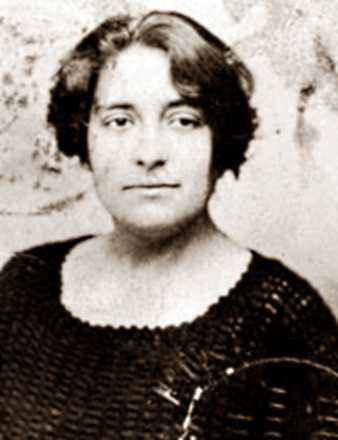
Lola Iturbe († 1990)

- 1990: Lola Iturbe, spanische Feministin und Anarchistin
- 1990: Arthur Kennedy, US-amerikanischer Schauspieler
- 1993: Juan Benet, spanischer Schriftsteller

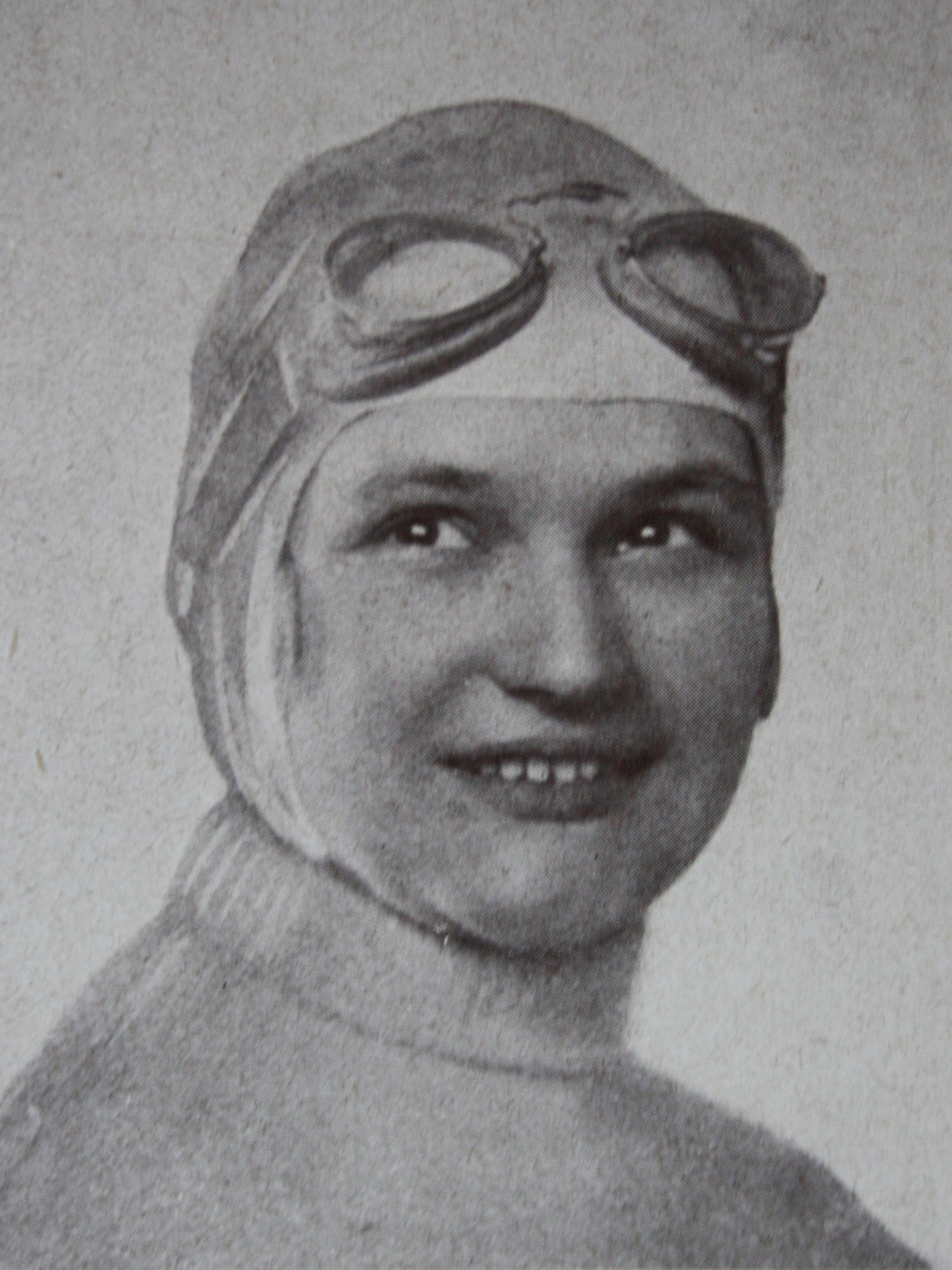
Eliška Junková († 1994)

- 1994: Eliška Junková, tschechoslowakische Automobilrennfahrerin
- 1995: Benjamin Robert Rich, US-amerikanischer Flugzeugkonstrukteur
- 1996: Thomas Ruf, deutscher Politiker
- 1997: Nicola Conci, italienischer Radrennfahrer
- 1997: André Franquin, belgischer Comiczeichner
- 1997: Vero Wynne-Edwards, britischer Zoologe, Begründer der Ökologie
- 1998: Sonny Bono, US-amerikanischer Sänger, Schauspieler und Politiker
- 1998: Wilhelm Herz, deutscher Motorradrennfahrer
- 1998: Georgi Wassiljewitsch Swiridow, russischer Komponist
- 1999: Charles Francis Adams IV, US-amerikanischer Wirtschaftsmanager
- 1999: Rolf Gutbrod, deutscher Architekt
- 2000: Zygmund Przemyslaw Rondomanski, US-amerikanischer Komponist
- 2000: Bernhard Wicki, österreichischer Schauspieler und Filmregisseur

### 21. Jahrhundert
- 2001: Elizabeth Anscombe, britische Philosophin
- 2003: Buzz Busby, US-amerikanischer Rockabilly- und Bluegrass-Musiker
- 2003: Eleonora Eksanischwili, georgische Pianistin, Komponistin und Hochschullehrerin
- 2003: Massimo Girotti, italienischer Schauspieler

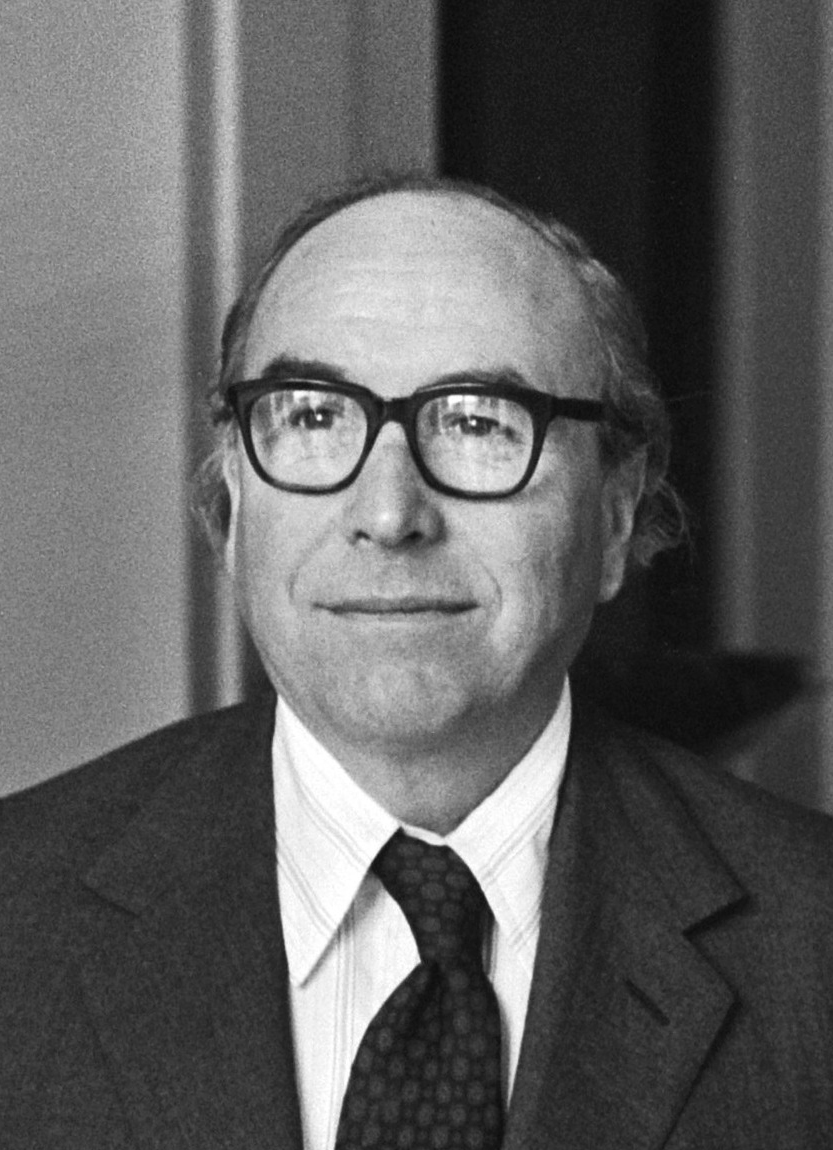
Roy Jenkins († 2003)

- 2003: Roy Jenkins, britischer Politiker und Autor
- 2003: Félix Loustau, argentinischer Fußballspieler
- 2004: Tug McGraw, US-amerikanischer Baseballspieler
- 2005: René Le Hénaff, französischer Filmregisseur
- 2005: Alfred Freiherr von Oppenheim, deutscher Privatbankier
- 2005: Alain Peltier, belgischer Automobilrennfahrer
- 2005: Danny Sugerman, US-amerikanischer Musiker-Manager
- 2006: Sophie Heathcote, australische Schauspielerin
- 2006: Miura Keizō, japanischer Skipionier und Skilehrer
- 2007: Francis Sullivan, kanadischer Eishockeyspieler und -trainer

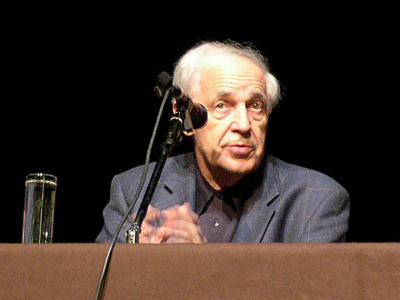
Pierre Boulez († 2016)

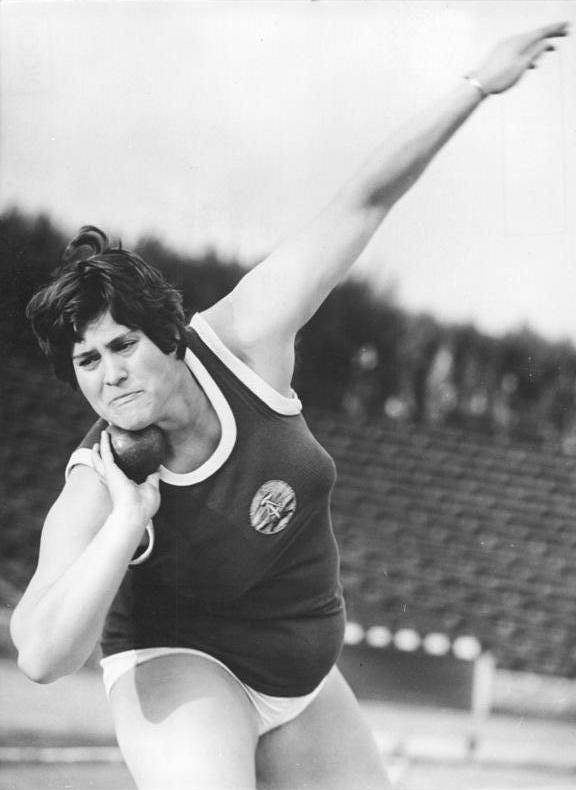
Renate Boy († 2023)

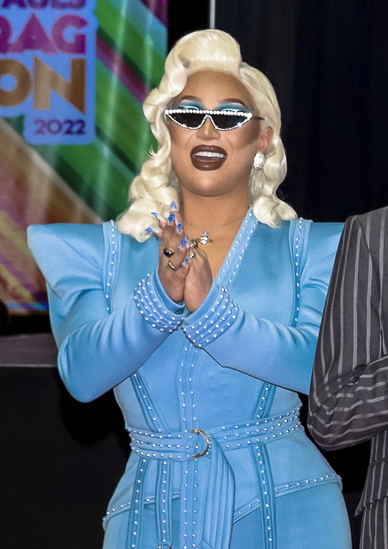
The Vivienne († 2025)

- 2008: John Ashley, kanadischer Eishockeyschiedsrichter
- 2008: Claus Victor Bock, deutscher Germanist
- 2008: Edward Kłosiński, polnischer Kameramann
- 2009: Griffin B. Bell, US-amerikanischer Politiker
- 2009: Adolf Merckle, deutscher Jurist, Investor und Unternehmer
- 2010: Beverly Aadland, US-amerikanische Schauspielerin
- 2010: Maurice S. Rawlings, US-amerikanischer Arzt und Autor
- 2011: Wilhelm Friedrich Arens, deutscher Politiker
- 2011: Hartmann Madl, deutscher Fußballspieler
- 2011: Assar Rönnlund, schwedischer Skilangläufer
- 2012: Joachim Grünewald, deutscher Politiker
- 2012: Frederica Sagor Maas, US-amerikanische Drehbuchautorin
- 2014: Eusébio, portugiesischer Fußballspieler
- 2014: Nelson Ned, brasilianischer Singer-Songwriter
- 2015: Jean-Pierre Beltoise, französischer Motorrad- und Automobilrennfahrer
- 2016: Pierre Boulez, französischer Komponist und Dirigent
- 2016: Rudolf Haag, deutscher Physiker
- 2018: John Watts Young, US-amerikanischer Astronaut
- 2019: Dragoslav Šekularac, jugoslawischer Fußballspieler und -trainer
- 2020: Blas Emilio Atehortúa, kolumbianischer Komponist
- 2020: Hans Tilkowski, deutscher Fußballspieler und -trainer
- 2021: Arnim Basche, deutscher Sportjournalist und Moderator
- 2021: Helmut Claas, deutscher Unternehmer
- 2021: Karl Gamma, Schweizer Skirennläufer und Sportfunktionär
- 2021: András Haán, ungarischer Basketballspieler, Segler und Herzchirurg
- 2021: William Windham, britischer Ruderer
- 2022: Dale Clevenger, amerikanischer Hornist
- 2023: Egon Biscan, deutscher Schauspieler und Theaterregisseur
- 2023: Renate Boy, deutsche Kugelstoßerin
- 2023: Ralf Stahlmann, deutscher Toxikologe und Pharmakologe
- 2024: Herbert Linge, deutscher Automobilrennfahrer
- 2024: Jutta Schlott, deutsche Schriftstellerin
- 2024: Mário Zagallo, brasilianischer Fußballspieler und -trainer
- 2025ː The Vivienne, britische Dragqueen

## Feier- und Gedenktage
- Kirchliche Gedenktage
  - Hl. König Eduard der Bekenner, vorletzter angelsächsischer König von England (katholisch, der anglikanische Gedenktag ist am 13. Oktober)
  - Hl. Theophan Goworow, russischer Mönch, Bischof von Tambow und Wladimir, Einsiedler (evangelisch, der orthodoxe Gedenktag ist am 10. Januar)

- Namenstage
  - Eduard, Emilia, Emilie

Weitere Einträge enthält die Liste von Gedenk- und Aktionstagen.